# Liste des champions du monde de natation messieurs bassin de 50 m
Liste des champions du monde de natation en bassin de 50m.

## Nage Libre Messieurs

### 50 m NL Messieurs
| Championnats   | Nom                       | Naissance | Âge | Nationalité    | Temps   |
| -------------- | ------------------------- | --------- | --- | -------------- | ------- |
| 1986 Madrid    | Tom Jager                 | 1964      | 22  | États-Unis     | 22 s 49 |
| 1991 Perth     | Tom Jager                 | 1964      | 27  | États-Unis     | 22 s 16 |
| 1994 Rome      | Alexander Popov           | 1971      | 23  | Russie         | 22 s 17 |
| 1998 Perth     | Bill Pilczuk              | 1971      | 27  | États-Unis     | 22 s 29 |
| 2001 Fukuoka   | Anthony Ervin             | 1981      | 20  | États-Unis     | 22 s 09 |
| 2003 Barcelone | Alexander Popov           | 1971      | 32  | Russie         | 21 s 92 |
| 2005 Montréal  | Roland Schoeman           | 1980      | 25  | Afrique du Sud | 21 s 69 |
| 2007 Melbourne | Benjamin Wildman-Tobriner | 1984      | 23  | États-Unis     | 21 s 88 |
| 2009 Rome      | César Cielo               | 1987      | 22  | Brésil         | 21 s 08 |
| 2011 Shanghai  | César Cielo               | 1987      | 24  | Brésil         | 21 s 52 |
| 2013 Barcelone | César Cielo               | 1987      | 26  | Brésil         | 21 s 32 |
| 2015 Kazan     | Florent Manaudou          | 1990      | 25  | France         | 21 s 19 |

### 100 m NL Messieurs
| Championnats      | Nom                          | Naissance | Âge   | Nationalité        | Temps      |
| ----------------- | ---------------------------- | --------- | ----- | ------------------ | ---------- |
| 1973 Belgrade     | Jim Montgomery               | 1955      | 18    | États-Unis         | 51 s 70    |
| 1975 Cali         | Andy Coan                    | 1958      | 17    | États-Unis         | 51 s 25    |
| 1978 Berlin Ouest | David McCagg                 | 1958      | 20    | États-Unis         | 50 s 24    |
| 1982 Guayaquil    | Jörg Woithe                  | 1963      | 19    | Allemagne de l'Est | 50 s 18    |
| 1986 Madrid       | Matt Biondi                  | 1965      | 21    | États-Unis         | 48 s 94    |
| 1991 Perth        | Matt Biondi                  | 1965      | 26    | États-Unis         | 49 s 18    |
| 1994 Rome         | Alexander Popov              | 1971      | 23    | Russie             | 49 s 12    |
| 1998 Perth        | Alexander Popov              | 1971      | 27    | Russie             | 48 s 93    |
| 2001 Fukuoka      | Anthony Ervin                | 1981      | 20    | États-Unis         | 48 s 33    |
| 2003 Barcelone    | Alexander Popov              | 1971      | 32    | Russie             | 48 s 42    |
| 2005 Montréal     | Filippo Magnini              | 1982      | 23    | Italie             | 48 s 12    |
| 2007 Melbourne    | Filippo Magnini Brent Hayden | 1982 1983 | 25 24 | Italie Canada      | 48 s 43    |
| 2009 Rome         | César Cielo                  | 1987      | 22    | Brésil             | 46 s 91 RM |
| 2011 Shanghai     | James Magnussen              | 1991      | 20    | Australie          | 47 s 63    |
| 2013 Barcelone    | James Magnussen              | 1991      | 22    | Australie          | 47 s 71    |
| 2015 Kazan        | Ning Zetao                   | 1993      | 22    | Chine              | 47 s 84    |

### 200 m NL Messieurs
| Championnats      | Nom              | Naissance | Âge | Nationalité          | Temps            |
| ----------------- | ---------------- | --------- | --- | -------------------- | ---------------- |
| 1973 Belgrade     | Jim Montgomery   | 1955      | 18  | États-Unis           | 1 min 53 s 02    |
| 1975 Cali         | Timothy Shaw     | 1957      | 18  | États-Unis           | 1 min 51 s 04    |
| 1978 Berlin Ouest | Billy Forrester  | 1957      | 21  | États-Unis           | 1 min 51 s 02    |
| 1982 Guayaquil    | Michael Gross    | 1964      | 18  | Allemagne de l'Ouest | 1 min 49 s 84    |
| 1986 Madrid       | Michael Gross    | 1964      | 22  | Allemagne de l'Ouest | 1 min 47 s 92    |
| 1991 Perth        | Giorgio Lamberti | 1969      | 22  | Italie               | 1 min 47 s 27    |
| 1994 Rome         | Antti Kasvio     | 1973      | 21  | Finlande             | 1 min 47 s 32    |
| 1998 Perth        | Michael Klim     | 1977      | 21  | Australie            | 1 min 47 s 41    |
| 2001 Fukuoka      | Ian Thorpe       | 1982      | 19  | Australie            | 1 min 44 s 06 RM |
| 2003 Barcelone    | Ian Thorpe       | 1982      | 21  | Australie            | 1 min 45 s 14    |
| 2005 Montréal     | Michael Phelps   | 1985      | 20  | États-Unis           | 1 min 45 s 20    |
| 2007 Melbourne    | Michael Phelps   | 1985      | 22  | États-Unis           | 1 min 43 s 86 RM |
| 2009 Rome         | Paul Biedermann  | 1986      | 23  | Allemagne            | 1 min 42 s 00 RM |
| 2011 Shanghai     | Ryan Lochte      | 1984      | 27  | États-Unis           | 1 min 44 s 44    |
| 2013 Barcelone    | Yannick Agnel    | 1992      | 21  | France               | 1 min 44 s 20    |
| 2015 Kazan        | James Guy        | 1995      | 20  | Grande-Bretagne      | 1 min 45 s 14    |

### 400 m NL Messieurs
| Championnats      | Nom               | Naissance | Âge | Nationalité          | Temps            |
| ----------------- | ----------------- | --------- | --- | -------------------- | ---------------- |
| 1973 Belgrade     | Rick DeMont       | 1956      | 17  | États-Unis           | 3 min 58 s 18 RM |
| 1975 Cali         | Tim Shaw          | 1957      | 18  | États-Unis           | 3 min 54 s 88    |
| 1978 Berlin Ouest | Vladimir Salnikov | 1960      | 18  | Union soviétique     | 3 min 51 s 94    |
| 1982 Guayaquil    | Vladimir Salnikov | 1960      | 22  | Union soviétique     | 3 min 51 s 30    |
| 1986 Madrid       | Rainer Henkel     | 1964      | 22  | Allemagne de l'Ouest | 3 min 50 s 05    |
| 1991 Perth        | Jörg Hoffmann     | 1970      | 21  | Allemagne            | 3 min 48 s 04    |
| 1994 Rome         | Kieren Perkins    | 1973      | 21  | Australie            | 3 min 43 s 80 RM |
| 1998 Perth        | Ian Thorpe        | 1982      | 16  | Australie            | 3 min 46 s 29    |
| 2001 Fukuoka      | Ian Thorpe        | 1982      | 19  | Australie            | 3 min 40 s 17 RM |
| 2003 Barcelone    | Ian Thorpe        | 1982      | 21  | Australie            | 3 min 42 s 58    |
| 2005 Montréal     | Grant Hackett     | 1980      | 25  | Australie            | 3 min 42 s 91    |
| 2007 Melbourne    | Tae Hwan Park     | 1989      | 18  | Corée du Sud         | 3 min 44 s 30    |
| 2009 Rome         | Paul Biedermann   | 1986      | 23  | Allemagne            | 3 min 40 s 07 RM |
| 2011 Shanghai     | Tae Hwan Park     | 1989      | 22  | Corée du Sud         | 3 min 42 s 04    |
| 2013 Barcelone    | Sun Yang          | 1991      | 22  | Chine                | 3 min 41 s 59    |
| 2015 Kazan        | Sun Yang          | 1991      | 24  | Chine                | 3 min 42 s 58    |

### 800 m NL Messieurs
| Championnats   | Nom              | Naissance | Âge | Nationalité | Temps            |
| -------------- | ---------------- | --------- | --- | ----------- | ---------------- |
| 2001 Fukuoka   | Ian Thorpe       | 1982      | 19  | Australie   | 7 min 39 s 16 RM |
| 2003 Barcelone | Grant Hackett    | 1980      | 23  | Australie   | 7 min 43 s 82    |
| 2005 Montréal  | Grant Hackett    | 1980      | 25  | Australie   | 7 min 38 s 65 RM |
| 2007 Melbourne | Oussama Mellouli | 1984      | 23  | Tunisie     | 7 min 46 s 95    |
| 2009 Rome      | Lin Zhang        | 1987      | 22  | Chine       | 7 min 32 s 12 RM |
| 2011 Shanghai  | Sun Yang         | 1991      | 20  | Chine       | 7 min 38 s 57    |
| 2013 Barcelone | Sun Yang         | 1991      | 22  | Chine       | 7 min 41 s 36    |
| 2015 Kazan     | Sun Yang         | 1991      | 24  | Chine       | 7 min 39 s 96    |

### 1500 m NL Messieurs
| Championnats      | Nom                  | Naissance | Âge | Nationalité        | Temps             |
| ----------------- | -------------------- | --------- | --- | ------------------ | ----------------- |
| 1973 Belgrade     | Stephen Holland      | 1958      | 15  | Australie          | 15 min 31 s 85    |
| 1975 Cali         | Timothy Shaw         | 1957      | 18  | États-Unis         | 15 min 28 s 92    |
| 1978 Berlin Ouest | Vladimir Salnikov    | 1960      | 18  | Union soviétique   | 15 min 03 s 99    |
| 1982 Guayaquil    | Vladimir Salnikov    | 1960      | 22  | Union soviétique   | 15 min 01 s 77    |
| 1986 Madrid       | Rainer Henkel        | 1964      | 22  | Allemagne de l'Est | 15 min 05 s 31    |
| 1991 Perth        | Jörg Hoffmann        | 1970      | 21  | Allemagne          | 14 min 50 s 36    |
| 1994 Rome         | Kieren Perkins       | 1973      | 21  | Australie          | 14 min 50 s 52    |
| 1998 Perth        | Grant Hackett        | 1980      | 18  | Australie          | 14 min 51 s 70    |
| 2001 Fukuoka      | Grant Hackett        | 1980      | 21  | Australie          | 14 min 34 s 56 RM |
| 2003 Barcelone    | Grant Hackett        | 1980      | 23  | Australie          | 14 min 43 s 14    |
| 2005 Montréal     | Grant Hackett        | 1980      | 25  | Australie          | 14 min 42 s 58    |
| 2007 Melbourne    | Mateusz Sawrymowicz  | 1987      | 20  | Pologne            | 14 min 45 s 94    |
| 2009 Rome         | Oussama Mellouli     | 1984      | 25  | Tunisie            | 14 min 37 s 28    |
| 2011 Shanghai     | Sun Yang             | 1991      | 20  | Chine              | 14 min 34 s 14 RM |
| 2013 Barcelone    | Sun Yang             | 1991      | 22  | Chine              | 14 min 41 s 15    |
| 2015 Kazan        | Gregorio Paltrinieri | 1994      | 21  | Italie             | 14 min 39 s 67    |

## Dos Messieurs

### 50 m Dos Messieurs
| Championnats   | Nom                   | Naissance | Âge | Nationalité    | Temps      |
| -------------- | --------------------- | --------- | --- | -------------- | ---------- |
| 2001 Fukuoka   | Randall Bal           | 1980      | 21  | États-Unis     | 25 s 34    |
| 2003 Barcelone | Thomas Rupprath       | 1977      | 26  | Allemagne      | 24 s 80 RM |
| 2005 Montréal  | Aristídis Grigoriádis | 1985      | 20  | Grèce          | 24 s 95    |
| 2007 Melbourne | Gerhard Zandberg      | 1983      | 24  | Afrique du Sud | 24 s 98    |
| 2009 Rome      | Liam Tancock          | 1985      | 24  | Royaume-Uni    | 24 s 04 RM |
| 2011 Shanghai  | Liam Tancock          | 1985      | 26  | Royaume-Uni    | 24 s 50    |
| 2013 Barcelone | Camille Lacourt       | 1985      | 28  | France         | 24 s 42    |
| 2015 Kazan     | Camille Lacourt       | 1985      | 30  | France         | 24 s 23    |

### 100 m Dos Messieurs
| Championnats      | Nom                             | Naissance | Âge   | Nationalité        | Temps      |
| ----------------- | ------------------------------- | --------- | ----- | ------------------ | ---------- |
| 1973 Belgrade     | Rolland Matthes                 | 1950      | 23    | Allemagne de l'Est | 57 s 47    |
| 1975 Cali         | Rolland Matthes                 | 1950      | 25    | Allemagne de l'Est | 58 s 15    |
| 1978 Berlin Ouest | Bob Jackson                     | 1957      | 21    | États-Unis         | 56 s 36    |
| 1982 Guayaquil    | Dirk Richter                    | 1964      | 18    | Allemagne de l'Est | 55 s 95    |
| 1986 Madrid       | Igor Polyansky                  | 1967      | 19    | Union soviétique   | 55 s 58    |
| 1991 Perth        | Jeff Rouse                      | 1970      | 21    | États-Unis         | 55 s 23    |
| 1994 Rome         | Martin Lopez-Zubero             | 1969      | 25    | Espagne            | 55 s 17    |
| 1998 Perth        | Lenny Krayzelburg               | 1975      | 23    | États-Unis         | 54 s 84    |
| 2001 Fukuoka      | Matt Welsh                      | 1976      | 25    | Australie          | 54 s 31    |
| 2003 Barcelone    | Aaron Peirsol                   | 1983      | 20    | États-Unis         | 53 s 61    |
| 2005 Montréal     | Aaron Peirsol                   | 1983      | 22    | États-Unis         | 53 s 62    |
| 2007 Melbourne    | Aaron Peirsol                   | 1983      | 24    | États-Unis         | 52 s 98 RM |
| 2009 Rome         | Junya Koga                      | 1987      | 22    | Japon              | 52 s 26    |
| 2011 Shanghai     | Camille Lacourt Jérémy Stravius | 1985 1988 | 26 23 | France             | 52 s 76    |
| 2013 Barcelone    | Matt Grevers                    | 1985      | 28    | États-Unis         | 52 s 93    |
| 2015 Kazan        | Mitchell Larkin                 | 1993      | 22    | Australie          | 52 s 40    |

### 200 m Dos Messieurs
| Championnats      | Nom                 | Naissance | Âge | Nationalité        | Temps            |
| ----------------- | ------------------- | --------- | --- | ------------------ | ---------------- |
| 1973 Belgrade     | Rolland Matthes     | 1950      | 23  | Allemagne de l'Est | 2 min 01 s 87 RM |
| 1975 Cali         | Zoltan Verraszto    | 1956      | 19  | Hongrie            | 2 min 05 s 05    |
| 1978 Berlin Ouest | Jesse Vassallo      | 1961      | 17  | États-Unis         | 2 min 02 s 16    |
| 1982 Guayaquil    | Rick Carey          | 1963      | 19  | États-Unis         | 2 min 00 s 82    |
| 1986 Madrid       | Igor Polianskiy     | 1963      | 17  | Union soviétique   | 1 min 58 s 78    |
| 1991 Perth        | Martin Lopez-Zubero | 1969      | 22  | Espagne            | 1 min 59 s 52    |
| 1994 Rome         | Vladimir Selkov     | 1971      | 23  | Russie             | 1 min 57 s 42    |
| 1998 Perth        | Lenny Krayzelburg   | 1975      | 23  | États-Unis         | 1 min 58 s 84    |
| 2001 Fukuoka      | Aaron Peirsol       | 1983      | 18  | États-Unis         | 1 min 57 s 13    |
| 2003 Barcelone    | Aaron Peirsol       | 1983      | 20  | États-Unis         | 1 min 55 s 92    |
| 2005 Montréal     | Aaron Peirsol       | 1983      | 22  | États-Unis         | 1 min 54 s 66 RM |
| 2007 Melbourne    | Ryan Lochte         | 1984      | 23  | États-Unis         | 1 min 54 s 32 RM |
| 2009 Rome         | Aaron Peirsol       | 1983      | 26  | États-Unis         | 1 min 51 s 92 RM |
| 2011 Shanghai     | Ryan Lochte         | 1984      | 27  | États-Unis         | 1 min 52 s 96    |
| 2013 Barcelone    | Ryan Lochte         | 1984      | 29  | États-Unis         | 1 min 53 s 79    |
| 2015 Kazan        | Mitchell Larkin     | 1993      | 22  | Australie          | 1 min 53 s 58    |

## Brasse Messieurs

### 50 m Brasse Messieurs
| Championnats   | Nom                   | Naissance | Âge | Nationalité     | Temps    |
| -------------- | --------------------- | --------- | --- | --------------- | -------- |
| 2001 Fukuoka   | Oleg Lisogor          | 1979      | 22  | Ukraine         | 27 s 52  |
| 2003 Barcelone | James Gibson          | 1980      | 23  | Royaume-Uni     | 27 s 56  |
| 2005 Montréal  | Mark Warnecke         | 1970      | 35  | Allemagne       | 27 s 63  |
| 2007 Melbourne | Oleg Lisogor          | 1979      | 28  | Ukraine         | 27 s 66  |
| 2009 Rome      | Cameron van der Burgh | 1988      | 21  | Afrique du Sud  | 26 s 67  |
| 2011 Shanghai  | Felipe França         | 1987      | 24  | Brésil          | 27 s 01  |
| 2013 Barcelone | Cameron van der Burgh | 1988      | 25  | Afrique du Sud  | 26 s 77  |
| 2015 Kazan     | Adam Peaty            | 1994      | 21  | Grande-Bretagne | 26 s 51, |

### 100 m Brasse Messieurs
| Championnats      | Nom                    | Naissance | Âge | Nationalité          | Temps            |
| ----------------- | ---------------------- | --------- | --- | -------------------- | ---------------- |
| 1973 Belgrade     | John Hencken           | 1954      | 19  | États-Unis           | 1 min 04 s 02 RM |
| 1975 Cali         | David Wilkie           | 1954      | 21  | Royaume-Uni          | 1 min 04 s 26    |
| 1978 Berlin Ouest | Walter Kusch           | 1954      | 24  | Allemagne de l'Ouest | 1 min 03 s 56    |
| 1982 Guayaquil    | Steve Lundquist        | 1961      | 21  | États-Unis           | 1 min 02 s 75    |
| 1986 Madrid       | Victor Davis           | 1964      | 22  | Canada               | 1 min 02 s 71    |
| 1991 Perth        | Norbert Rózsa          | 1972      | 19  | Hongrie              | 1 min 01 s 45    |
| 1994 Rome         | Norbert Rózsa          | 1972      | 22  | Hongrie              | 1 min 01 s 24    |
| 1998 Perth        | Frederik Deburghgraeve | 1973      | 25  | Belgique             | 1 min 01 s 34    |
| 2001 Fukuoka      | Roman Sludnov          | 1980      | 21  | Russie               | 1 min 00 s 16    |
| 2003 Barcelone    | Kosuke Kitajima        | 1982      | 21  | Japon                | 59 s 78 RM       |
| 2005 Montréal     | Brendan Hansen         | 1981      | 24  | États-Unis           | 59 s 37          |
| 2007 Melbourne    | Brendan Hansen         | 1981      | 27  | États-Unis           | 59 s 80          |
| 2009 Rome         | Brenton Rickard        | 1983      | 26  | Australie            | 58 s 58 RM       |
| 2011 Shanghai     | Alexander Dale Oen     | 1985      | 26  | Norvège              | 58 s 71          |
| 2013 Barcelone    | Christian Sprenger     | 1985      | 28  | Australie            | 58 s 79          |
| 2015 Kazan        | Adam Peaty             | 1994      | 21  | Royaume-Uni          | 58 s 52          |

### 200 m Brasse Messieurs
| Championnats      | Nom             | Naissance | Âge | Nationalité | Temps            |
| ----------------- | --------------- | --------- | --- | ----------- | ---------------- |
| 1973 Belgrade     | David Wilkie    | 1954      | 19  | Royaume-Uni | 2 min 19 s 28 RM |
| 1975 Cali         | David Wilkie    | 1954      | 21  | Royaume-Uni | 2 min 18 s 23    |
| 1978 Berlin Ouest | Nick Nevid      | 1960      | 18  | États-Unis  | 2 min 18 s 37    |
| 1982 Guayaquil    | Victor Davis    | 1964      | 18  | Canada      | 2 min 14 s 77    |
| 1986 Madrid       | József Szabó    | 1969      | 17  | Hongrie     | 2 min 14 s 27    |
| 1991 Perth        | Mike Barrowman  | 1968      | 23  | États-Unis  | 2 min 11 s 23    |
| 1994 Rome         | Norbert Rózsa   | 1972      | 22  | Hongrie     | 2 min 12 s 81    |
| 1998 Perth        | Kurt Grote      | 1973      | 25  | États-Unis  | 2 min 13 s 40    |
| 2001 Fukuoka      | Brendan Hansen  | 1981      | 20  | États-Unis  | 2 min 10 s 69    |
| 2003 Barcelone    | Kosuke Kitajima | 1982      | 21  | Japon       | 2 min 09 s 42 RM |
| 2005 Montréal     | Brendan Hansen  | 1981      | 24  | États-Unis  | 2 min 09 s 45    |
| 2007 Melbourne    | Kosuke Kitajima | 1982      | 25  | Japon       | 2 min 09 s 80    |
| 2009 Rome         | Dániel Gyurta   | 1989      | 20  | Hongrie     | 2 min 07 s 64    |
| 2011 Shanghai     | Dániel Gyurta   | 1989      | 22  | Hongrie     | 2 min 08 s 41    |
| 2013 Barcelone    | Dániel Gyurta   | 1989      | 24  | Hongrie     | 2 min 07 s 23    |
| 2015 Kazan        | Marco Koch      | 1990      | 25  | Allemagne   | 2 min 07 s 76    |

## Papillon Messieurs

### 50 m Papillon Messieurs
| Championnats   | Nom              | Naissance | Âge | Nationalité    | Temps      |
| -------------- | ---------------- | --------- | --- | -------------- | ---------- |
| 2001 Fukuoka   | Geoff Huegill    | 1979      | 22  | Australie      | 23 s 50    |
| 2003 Barcelone | Matt Welsh       | 1976      | 27  | Australie      | 23 s 43    |
| 2005 Montréal  | Roland Schoeman  | 1980      | 25  | Afrique du Sud | 22 s 96 RM |
| 2007 Melbourne | Roland Schoeman  | 1980      | 27  | Afrique du Sud | 23 s 18    |
| 2009 Rome      | Milorad Čavić    | 1984      | 25  | Serbie         | 22 s 67    |
| 2011 Shanghai  | César Cielo      | 1987      | 24  | Brésil         | 23 s 10    |
| 2013 Barcelone | César Cielo      | 1987      | 26  | Brésil         | 23 s 01    |
| 2015 Kazan     | Florent Manaudou | 1990      | 25  | France         | 22 s 97    |

### 100 m Papillon Messieurs
| Championnats      | Nom             | Naissance | Âge | Nationalité    | Temps      |
| ----------------- | --------------- | --------- | --- | -------------- | ---------- |
| 1973 Belgrade     | Bruce Robertson | 1953      | 20  | Canada         | 55 s 69    |
| 1975 Cali         | Greg Jagenburg  |           |     | États-Unis     | 55 s 63    |
| 1978 Berlin Ouest | Joe Bottom      | 1955      | 23  | États-Unis     | 54 s 30    |
| 1982 Guayaquil    | Matt Gribble    | 1962      | 20  | États-Unis     | 53 s 88    |
| 1986 Madrid       | Pablo Morales   | 1964      | 22  | États-Unis     | 53 s 54    |
| 1991 Perth        | Anthony Nesty   | 1967      | 24  | Suriname       | 53 s 29    |
| 1994 Rome         | Rafał Szukała   | 1971      | 23  | Pologne        | 53 s 51    |
| 1998 Perth        | Michael Klim    | 1977      | 21  | Australie      | 52 s 25    |
| 2001 Fukuoka      | Lars Frölander  | 1974      | 27  | Suède          | 52 s 10    |
| 2003 Barcelone    | Ian Crocker     | 1982      | 21  | États-Unis     | 50 s 98 RM |
| 2005 Montréal     | Ian Crocker     | 1982      | 23  | États-Unis     | 50 s 40 RM |
| 2007 Melbourne    | Michael Phelps  | 1985      | 22  | États-Unis     | 50 s 77    |
| 2009 Rome         | Michael Phelps  | 1985      | 24  | États-Unis     | 49 s 82    |
| 2011 Shanghai     | Michael Phelps  | 1985      | 26  | États-Unis     | 50 s 71    |
| 2013 Barcelone    | Chad le Clos    | 1992      | 21  | Afrique du Sud | 51 s 06    |
| 2015 Kazan        | Chad Le Clos    | 1992      | 23  | Afrique du Sud | 50 s 56    |

### 200 m Papillon Messieurs
| Championnats      | Nom                | Naissance | Âge | Nationalité          | Temps            |
| ----------------- | ------------------ | --------- | --- | -------------------- | ---------------- |
| 1973 Belgrade     | Robin Backhaus     | 1955      | 18  | États-Unis           | 2 min 03 s 32    |
| 1975 Cali         | Bill Forrester     |           |     | États-Unis           | 2 min 01 s 95    |
| 1978 Berlin Ouest | Mike Bruner        |           |     | États-Unis           | 1 min 59 s 38    |
| 1982 Guayaquil    | Michael Groß       | 1964      | 18  | Allemagne de l'Ouest | 1 min 58 s 85    |
| 1986 Madrid       | Michael Groß       | 1964      | 22  | Allemagne de l'Ouest | 1 min 56 s 53    |
| 1991 Perth        | Melvin Stewart     | 1968      | 23  | États-Unis           | 1 min 55 s 69 RM |
| 1994 Rome         | Denis Pankratov    | 1974      | 20  | Russie               | 1 min 56 s 54    |
| 1998 Perth        | Denys Sylantyev    |           |     | Ukraine              | 1 min 56 s 61    |
| 2001 Fukuoka      | Michael Phelps     | 1985      | 16  | États-Unis           | 1 min 54 s 58 RM |
| 2003 Barcelone    | Michael Phelps     | 1985      | 18  | États-Unis           | 1 min 54 s 35    |
| 2005 Montréal     | Pawel Korzeniowski | 1985      | 20  | Pologne              | 1 min 55 s 02    |
| 2007 Melbourne    | Michael Phelps     | 1985      | 22  | États-Unis           | 1 min 52 s 09 RM |
| 2009 Rome         | Michael Phelps     | 1985      | 24  | États-Unis           | 1 min 51 s 51    |
| 2011 Shanghai     | Michael Phelps     | 1985      | 26  | États-Unis           | 1 min 53 s 34    |
| 2013 Barcelone    | Chad le Clos       | 1992      | 21  | Afrique du Sud       | 1 min 54 s 32    |
| 2015 Kazan        | Laszlo Cseh        | 1985      | 30  | Hongrie              | 1 min 53 s 48    |

## 4 nages Messieurs

### 200 m 4 nages Messieurs
| Championnats      | Nom                   | Naissance | Âge | Nationalité      | Temps            |
| ----------------- | --------------------- | --------- | --- | ---------------- | ---------------- |
| 1973 Belgrade     | Gunnar Larsson        | 1951      | 22  | Suède            | 2 min 08 s 36    |
| 1975 Cali         | Andras Hargitay       | 1956      | 19  | Hongrie          | 2 min 07 s 72    |
| 1978 Berlin Ouest | Graham Smith          | 1958      | 20  | Canada           | 2 min 03 s 65 RM |
| 1982 Guayaquil    | Aleksandr Sidorenko   | 1960      | 22  | Union soviétique | 2 min 03 s 30    |
| 1986 Madrid       | Tamás Darnyi          | 1967      | 19  | Hongrie          | 2 min 01 s 57    |
| 1991 Perth        | Tamás Darnyi          | 1967      | 24  | Hongrie          | 1 min 59 s 36    |
| 1994 Rome         | Jani Sievinen         | 1974      | 20  | Finlande         | 1 min 58 s 16 RM |
| 1998 Perth        | Marcel Wouda          | 1972      | 26  | Pays-Bas         | 2 min 01 s 18    |
| 2001 Fukuoka      | Massimiliano Rosolino | 1978      | 23  | Italie           | 1 min 59 s 71    |
| 2003 Barcelone    | Michael Phelps        | 1985      | 18  | États-Unis       | 1 min 56 s 04    |
| 2005 Montréal     | Michael Phelps        | 1985      | 20  | États-Unis       | 1 min 56 s 68    |
| 2007 Melbourne    | Michael Phelps        | 1985      | 22  | États-Unis       | 1 min 54 s 98 RM |
| 2009 Rome         | Ryan Lochte           | 1984      | 25  | États-Unis       | 1 min 54 s 10 RM |
| 2011 Shanghai     | Ryan Lochte           | 1984      | 27  | États-Unis       | 1 min 54 s 00 RM |
| 2013 Barcelone    | Ryan Lochte           | 1984      | 29  | États-Unis       | 1 min 54 s 98    |
| 2015 Kazan        | Ryan Lochte           | 1984      | 31  | États-Unis       | 1 min 55 s 81    |

### 400 m 4 nages Messieurs
| Championnats      | Nom               | Naissance | Âge | Nationalité | Temps            |
| ----------------- | ----------------- | --------- | --- | ----------- | ---------------- |
| 1973 Belgrade     | Andras Hargitay   | 1956      | 17  | Hongrie     | 4 min 31 s 11 RE |
| 1975 Cali         | Andras Hargitay   | 1956      | 19  | Hongrie     | 4 min 32 s 57    |
| 1978 Berlin Ouest | Jesse Vassallo    | 1961      | 17  | États-Unis  | 4 min 20 s 05 RM |
| 1982 Guayaquil    | Ricardo Prado     | 1965      | 17  | Brésil      | 4 min 19 s 78    |
| 1986 Madrid       | Tamás Darnyi      | 1967      | 19  | Hongrie     | 4 min 18 s 98    |
| 1991 Perth        | Tamás Darnyi      | 1967      | 24  | Hongrie     | 4 min 12 s 36 RM |
| 1994 Rome         | Tom Dolan         | 1974      | 20  | États-Unis  | 4 min 12 s 30 RM |
| 1998 Perth        | Tom Dolan         | 1974      | 24  | États-Unis  | 4 min 14 s 95    |
| 2001 Fukuoka      | Alessio Boggiatto | 1981      | 20  | Italie      | 4 min 13 s 15    |
| 2003 Barcelone    | Michael Phelps    | 1985      | 18  | États-Unis  | 4 min 09 s 09 RM |
| 2005 Montréal     | László Cseh       | 1985      | 20  | Hongrie     | 4 min 09 s 63    |
| 2007 Melbourne    | Michael Phelps    | 1985      | 22  | États-Unis  | 4 min 06 s 22 RM |
| 2009 Rome         | Ryan Lochte       | 1984      | 25  | États-Unis  | 4 min 07 s 01    |
| 2011 Shanghai     | Ryan Lochte       | 1984      | 27  | États-Unis  | 4 min 07 s 13    |
| 2013 Barcelone    | Daiya Seto        | 1994      | 19  | Japon       | 4 min 08 s 69    |
| 2015 Kazan        | Daiya Seto        | 1994      | 21  | Japon       | 4 min 08 s 50    |

## Relais Messieurs

### 4 × 100 m NL Messieurs
| Championnats      | Laps    | Nageur           | Naissance     | Âge | Nationalité | Temps            |
| ----------------- | ------- | ---------------- | ------------- | --- | ----------- | ---------------- |
| 1973 Belgrade     |         |                  |               |     | États-Unis  | 3 min 27 s 18    |
|                   |         | Mel Nash         | 1955          | 18  |             |                  |
|                   |         | Joe Bottom       | 1955          | 18  |             |                  |
|                   |         | Jim Montgomery   | 1955          | 18  |             |                  |
|                   |         | John Murphy      | 1953          | 20  |             |                  |
| 1975 Cali         |         |                  |               |     | États-Unis  | 3 min 24 s 85    |
|                   |         | Bruce Furniss    | 1957          | 18  |             |                  |
|                   |         | Jim Montgomery   | 1955          | 20  |             |                  |
|                   |         | Andy Coan        | 1958          | 17  |             |                  |
|                   |         | John Murphy      | 1953          | 22  |             |                  |
| 1978 Berlin Ouest |         |                  |               |     | États-Unis  | 3 min 19 s 74 RM |
|                   |         | Jack Babashoff   | 1955          | 23  |             |                  |
|                   |         | Rowdy Gaines     | 1959          | 19  |             |                  |
|                   |         | Jim Montgomery   | 1955          | 23  |             |                  |
|                   |         | David McCagg     |               |     |             |                  |
| 1982 Guayaquil    |         |                  |               |     | États-Unis  | 3 min 19 s 26    |
|                   |         | Chris Cavanaugh  | 1962          | 20  |             |                  |
|                   |         | Robin Leamy      | 1961          | 21  |             |                  |
|                   |         | David McCagg     |               |     |             |                  |
|                   |         | Rowdy Gaines     | 1959          | 23  |             |                  |
| 1986 Madrid       |         |                  |               |     | États-Unis  | 3 min 19 s 89    |
|                   |         | Tom Jager        | 1964          | 22  |             |                  |
|                   |         | Mike Heath       | 1964          | 22  |             |                  |
|                   |         | Paul Wallace     |               |     |             |                  |
|                   |         | Matt Biondi      | 1965          | 21  |             |                  |
| 1991 Perth        |         |                  |               |     | États-Unis  | 3 min 17 s 15    |
|                   |         | Tom Jager        | 1964          | 27  |             |                  |
|                   |         | Brent Lang       | 1968          | 23  |             |                  |
|                   |         | Doug Gjertsen    | 1967          | 24  |             |                  |
|                   |         | Matt Biondi      | 1965          | 26  |             |                  |
| 1994 Rome         |         |                  |               |     | États-Unis  | 3 min 16 s 90    |
|                   |         | Jon Olsen        | 1969          | 25  |             |                  |
|                   |         | Josh Davis       | 1972          | 22  |             |                  |
|                   |         | Ugur Tuner       |               |     |             |                  |
|                   |         | Gary Hall Jr.    | 1974          | 20  |             |                  |
| 1998 Perth        |         |                  |               |     | États-Unis  | 3 min 16 s 69    |
|                   |         | Scott Tucker     | 1976          | 22  |             |                  |
|                   |         | Neil Walker      | 1976          | 22  |             |                  |
|                   |         | Jon Olsen        | 1969          | 29  |             |                  |
|                   |         | Gary Hall Jr.    | 1974          | 24  |             |                  |
| 2001 Fukuoka      |         |                  |               |     | Australie   | 3 min 14 s 10    |
|                   |         | Michael Klim     | 1977          | 24  |             |                  |
|                   |         | Ashley Callus    | 1979          | 22  |             |                  |
|                   |         | Todd Pearson     | 1977          | 24  |             |                  |
|                   |         | Ian Thorpe       | 1982          | 19  |             |                  |
| 2003 Barcelone    |         |                  |               |     | Russie      | 3 min 14 s 06    |
|                   | 49 s 21 | Andrei Kapralov  | 1980          | 23  |             |                  |
|                   | 48 s 69 | Ivan Usov        | 1977          | 26  |             |                  |
|                   | 48 s 45 | Denis Pimankov   | 1975          | 28  |             |                  |
|                   | 47 s 71 | Alexander Popov  | 1971 en sport | 32  |             |                  |
| 2005 Montréal     |         |                  |               |     | États-Unis  | 3 min 13 s 77    |
|                   | 49 s 17 | Michael Phelps   | 1985          | 20  |             |                  |
|                   | 47 s 70 | Neil Walker      | 1976          | 29  |             |                  |
|                   | 48 s 97 | Nate Dusing      | 1978          | 27  |             |                  |
|                   | 47 s 93 | Jason Lezak      | 1975          | 30  |             |                  |
| 2007 Melbourne    |         |                  |               |     | États-Unis  | 3 min 12 s 72    |
|                   | 48 s 42 | Michael Phelps   | 1985          | 22  |             |                  |
|                   | 48 s 31 | Neil Walker      | 1976          | 31  |             |                  |
|                   | 48 s 67 | Cullen Jones     | 1984          | 23  |             |                  |
|                   | 47 s 32 | Jason Lezak      | 1975          | 32  |             |                  |
| 2009 Rome         |         |                  |               |     | États-Unis  | 3 min 09 s 21    |
|                   | 47 s 78 | Michael Phelps   | 1985          | 24  |             |                  |
|                   | 47 s 03 | Ryan Lochte      | 1984          | 25  |             |                  |
|                   | 47 s 61 | Mattew Grevers   | 1985          | 24  |             |                  |
|                   | 46 s 79 | Nathan Adrian    | 1988          | 21  |             |                  |
| 2011 Shanghai     |         |                  |               |     | Australie   | 3 min 11 s 00    |
|                   | 47 s 49 | James Magnussen  | 1991          | 20  |             |                  |
|                   | 47 s 87 | Matthew Targett  | 1985          | 26  |             |                  |
|                   | 47 s 92 | Matthew Abood    | 1986          | 25  |             |                  |
|                   | 47 s 72 | Eamon Sullivan   | 1985          | 26  |             |                  |
| 2013 Barcelone    |         |                  |               |     | France      | 3 min 11 s 18    |
|                   | 48 s 76 | Yannick Agnel    | 1992          | 21  |             |                  |
|                   | 47 s 93 | Florent Manaudou | 1990          | 23  |             |                  |
|                   | 46 s 90 | Fabien Gilot     | 1984          | 29  |             |                  |
|                   | 47 s 59 | Jérémy Stravius  | 1988          | 25  |             |                  |
| 2015 Kazan        |         |                  |               |     | France      | 3 min 10 s 74    |
|                   | 48 s 37 | Mehdy Metella    | 1992          | 23  |             |                  |
|                   | 47 s 93 | Florent Manaudou | 1990          | 25  |             |                  |
|                   | 47 s 08 | Fabien Gilot     | 1984          | 31  |             |                  |
|                   | 47 s 36 | Jérémy Stravius  | 1988          | 27  |             |                  |

### 4 × 200 m NL Messieurs
| Championnats      | Laps          | Nageur               | Naissance | Âge | Nationalité          | Temps            |
| ----------------- | ------------- | -------------------- | --------- | --- | -------------------- | ---------------- |
| 1973 Belgrade     |               |                      |           |     | États-Unis           | 7 min 33 s 23 RM |
|                   |               | Kurt Krumpholz       |           |     |                      |                  |
|                   |               | Robin Backhaus       | 1955      | 18  |                      |                  |
|                   |               | Rick Klatt           | 1951      | 22  |                      |                  |
|                   |               | Jim Montgomery       | 1955      | 18  |                      |                  |
| 1975 Cali         |               |                      |           |     | Allemagne de l'Ouest | 7 min 39 s 44    |
|                   |               | Klaus Steinbach      | 1953      | 22  |                      |                  |
|                   |               | Werner Lampe         | 1950      | 25  |                      |                  |
|                   |               | Hans-Joachim Geisler | 1955      | 20  |                      |                  |
|                   |               | Peter Nocke          | 1955      | 20  |                      |                  |
| 1978 Berlin Ouest |               |                      |           |     | États-Unis           | 7 min 20 s 82 RM |
|                   |               | Bruce Furniss        | 1957      | 21  |                      |                  |
|                   |               | Bill Forrester       | 1957      | 21  |                      |                  |
|                   |               | Bobby Hackett        | 1959      | 19  |                      |                  |
|                   |               | Rowdy Gaines         | 1959      | 19  |                      |                  |
| 1982 Guayaquil    |               |                      |           |     | États-Unis           | 7 min 21 s 09    |
|                   |               | Rich Saeger          | 1964      | 18  |                      |                  |
|                   |               | Jeff Float           | 1960      | 22  |                      |                  |
|                   |               | Kyle Miller          |           |     |                      |                  |
|                   |               | Rowdy Gaines         | 1959      | 23  |                      |                  |
| 1986 Madrid       |               |                      |           |     | Allemagne de l'Est   | 7 min 15 s 91    |
|                   |               | Lars Hinneburg       | 1965      | 21  |                      |                  |
|                   |               | Thomas Flemming      | 1967      | 19  |                      |                  |
|                   |               | Dirk Richter         | 1964      | 22  |                      |                  |
|                   |               | Sven Lodziewski      | 1965      | 21  |                      |                  |
| 1991 Perth        |               |                      |           |     | Allemagne            | 7 min 13 s 50    |
|                   |               | Peter Sitt           | 1969      | 22  |                      |                  |
|                   |               | Steffen Zesner       | 1967      | 24  |                      |                  |
|                   |               | Stefan Pfeiffer      | 1965      | 26  |                      |                  |
|                   |               | Michael Gross        | 1964      | 27  |                      |                  |
| 1994 Rome         |               |                      |           |     | Suède                | 7 min 17 s 14    |
|                   |               | Christer Wallin      | 1969      | 25  |                      |                  |
|                   |               | Tommy Werner         | 1966      | 28  |                      |                  |
|                   |               | Lars Frölander       | 1974      | 20  |                      |                  |
|                   |               | Anders Holmertz      | 1968      | 26  |                      |                  |
| 1998 Perth        |               |                      |           |     | Australie            | 7 min 12 s 48    |
|                   |               | Michael Klim         | 1977      | 21  |                      |                  |
|                   |               | Grant Hackett        | 1980      | 17  |                      |                  |
|                   |               | Ian Thorpe           | 1982      | 15  |                      |                  |
|                   |               | Daniel Kowalski      | 1975      | 23  |                      |                  |
| 2001 Fukuoka      |               |                      |           |     | Australie            | 7 min 04 s 66 RM |
|                   | 1 min 46 s 11 | Grant Hackett        | 1980      | 21  |                      |                  |
|                   | 1 min 46 s 49 | Michael Klim         | 1977      | 24  |                      |                  |
|                   | 1 min 47 s 92 | William Kirby        | 1975      | 26  |                      |                  |
|                   | 1 min 44 s 14 | Ian Thorpe           | 1982      | 19  |                      |                  |
| 2003 Barcelone    |               |                      |           |     | Australie            | 7 min 08 s 58    |
|                   | 1 min 47 s 19 | Grant Hackett        | 1980      | 23  |                      |                  |
|                   | 1 min 48 s 74 | Craig Stevens        | 1980      | 23  |                      |                  |
|                   | 1 min 48 s 24 | Nicholas Sprenger    | 1985      | 18  |                      |                  |
|                   | 1 min 44 s 41 | Ian Thorpe           | 1982      | 21  |                      |                  |
| 2005 Montréal     |               |                      |           |     | États-Unis           | 7 min 06 s 58    |
|                   | 1 min 45 s 51 | Michael Phelps       | 1985      | 20  |                      |                  |
|                   | 1 min 48 s 22 | Ryan Lochte          | 1984      | 21  |                      |                  |
|                   | 1 min 46 s 52 | Peter Vanderkaay     | 1984      | 21  |                      |                  |
|                   | 1 min 46 s 33 | Klete Keller         | 1982      | 23  |                      |                  |
| 2007 Melbourne    |               |                      |           |     | États-Unis           | 7 min 03 s 24 RM |
|                   | 1 min 45 s 36 | Michael Phelps       | 1985      | 22  |                      |                  |
|                   | 1 min 45 s 86 | Ryan Lochte          | 1984      | 23  |                      |                  |
|                   | 1 min 46 s 31 | Klete Keller         | 1982      | 25  |                      |                  |
|                   | 1 min 45 s 71 | Peter Vanderkaay     | 1984      | 23  |                      |                  |
| 2009 Rome         |               |                      |           |     | États-Unis           | 6 min 58 s 55 RM |
|                   | 1 min 44 s 49 | Michael Phelps       | 1985      | 24  |                      |                  |
|                   | 1 min 44 s 13 | Ricky Berens         | 1988      | 21  |                      |                  |
|                   | 1 min 45 s 47 | David Walters        | 1987      | 22  |                      |                  |
|                   | 1 min 44 s 46 | Ryan Lochte          | 1984      | 25  |                      |                  |
| 2011 Shanghai     |               |                      |           |     | États-Unis           | 7 min 02 s 67    |
|                   | 1 min 45 s 53 | Michael Phelps       | 1985      | 26  |                      |                  |
|                   | 1 min 46 s 07 | Peter Vanderkaay     | 1984      | 27  |                      |                  |
|                   | 1 min 46 s 51 | Ricky Berens         | 1988      | 23  |                      |                  |
|                   | 1 min 44 s 56 | Ryan Lochte          | 1984      | 27  |                      |                  |
| 2013 Barcelone    |               |                      |           |     | États-Unis           | 7 min 01 s 72    |
|                   | 1 min 45 s 76 | Conor Dwyer          | 1989      | 24  |                      |                  |
|                   | 1 min 44 s 98 | Ryan Lochte          | 1984      | 29  |                      |                  |
|                   | 1 min 45 s 59 | Charles Houchin      | 1987      | 26  |                      |                  |
|                   | 1 min 45 s 39 | Ricky Berens         | 1988      | 25  |                      |                  |
| 2015 Kazan        |               |                      |           |     | Grande-Bretagne      | 7 min 04 s 33    |
|                   | 1 min 47 s 04 | Daniel John Wallace  | 1993      | 22  |                      |                  |
|                   | 1 min 45 s 98 | Robert Peter Renwick | 1988      | 27  |                      |                  |
|                   | 1 min 46 s 57 | Calum George Jarvis  | 1992      | 23  |                      |                  |
|                   | 1 min 44 s 74 | James Guy            | 1995      | 20  |                      |                  |

### 4 × 100 m 4 nages Messieurs
| Championnats      | Laps          | Nageur                | Naissance | Âge | Nationalité | Temps            |
| ----------------- | ------------- | --------------------- | --------- | --- | ----------- | ---------------- |
| 1973 Belgrade     |               |                       |           |     | États-Unis  | 3 min 49 s 49    |
|                   |               | Mike Stamm            |           |     |             |                  |
|                   |               | John Hencken          |           |     |             |                  |
|                   |               | Joe Bottom            |           |     |             |                  |
|                   |               | Jim Montgomery        |           |     |             |                  |
| 1975 Cali         |               |                       |           |     | États-Unis  | 3 min 49 s 00    |
|                   |               | John Murphy           |           |     |             |                  |
|                   |               | Rick Colella          |           |     |             |                  |
|                   |               | Greg Jagenburg        |           |     |             |                  |
|                   |               | Andy Coan             |           |     |             |                  |
| 1978 Berlin Ouest |               |                       |           |     | États-Unis  | 3 min 44 s 63    |
|                   |               | Bob Jackson           |           |     |             |                  |
|                   |               | Nick Nevid            |           |     |             |                  |
|                   |               | Joe Bottom            |           |     |             |                  |
|                   |               | David McCagg          |           |     |             |                  |
| 1982 Guayaquil    |               |                       |           |     | États-Unis  | 3 min 40 s 84    |
|                   |               | Rick Carey            |           |     |             |                  |
|                   |               | Steve Lundquist       |           |     |             |                  |
|                   |               | Matt Gribble          |           |     |             |                  |
|                   |               | Rowdy Gaines          |           |     |             |                  |
| 1986 Madrid       |               |                       |           |     | États-Unis  | 3 min 41 s 25    |
|                   |               | Dan Yeatch            |           |     |             |                  |
|                   |               | David Lundberg        |           |     |             |                  |
|                   |               | Pablo Morales         | 1964      | 22  |             |                  |
|                   |               | Matt Biondi           | 1965      | 21  |             |                  |
| 1991 Perth        |               |                       |           |     | États-Unis  | 3 min 39 s 66    |
|                   |               | Jeff Rouse            |           |     |             |                  |
|                   |               | Eric Wunderlich       |           |     |             |                  |
|                   |               | Mark Henderson        |           |     |             |                  |
|                   |               | Matt Biondi           | 1965      | 26  |             |                  |
| 1994 Rome         |               |                       |           |     | États-Unis  | 3 min 37 s 74    |
|                   |               | Jeff Rouse            | 1970      | 24  |             |                  |
|                   |               | Eric Wenderlich       |           |     |             |                  |
|                   |               | Mark Henderson        |           |     |             |                  |
|                   |               | Gary Hall Jr.         | 1974      | 20  |             |                  |
| 1998 Perth        |               |                       |           |     | Australie   | 3 min 37 s 98    |
|                   |               | Matt Welsh            | 1976      | 22  |             |                  |
|                   |               | Phil Rogers           | 1971      | 27  |             |                  |
|                   |               | Michael Klim          | 1977      | 21  |             |                  |
|                   |               | Chris Fydler          | 1972      | 26  |             |                  |
| 2001 Fukuoka      |               |                       |           |     | Australie   | 3 min 35 s 35    |
|                   |               | Matt Welsh            | 1976      | 25  |             |                  |
|                   |               | Regan Harrison        | 1977      | 24  |             |                  |
|                   |               | Geoff Huegill         | 1979      | 22  |             |                  |
|                   |               | Ian Thorpe            | 1982      | 19  |             |                  |
| 2003 Barcelone    |               |                       |           |     | États-Unis  | 3 min 31 s 54 RM |
|                   | 53 s 71       | Aaron Peirsol         | 1983      | 20  |             |                  |
|                   | 59 s 61       | Brendan Hansen        | 1981      | 22  |             |                  |
|                   | 50 s 39       | Ian Crocker           | 1982      | 21  |             |                  |
|                   | 47 s 83       | Jason Lezak           | 1975      | 28  |             |                  |
| 2005 Montréal     |               |                       |           |     | États-Unis  | 3 min 31 s 85    |
|                   | 54 s 26       | Aaron Peirsol         | 1983      | 22  |             |                  |
|                   | 59 s 33       | Brendan Hansen        | 1981      | 24  |             |                  |
|                   | 50 s 39       | Ian Crocker           | 1982      | 23  |             |                  |
|                   | 47 s 87       | Jason Lezak           | 1975      | 30  |             |                  |
| 2007 Melbourne    |               |                       |           |     | Australie   | 3 min 34 s 93    |
|                   | 54 s 78       | Matt Welsh            | 1976      | 31  |             |                  |
|                   | 59 s 63       | Brenton Rickard       | 1983      | 24  |             |                  |
|                   | 52 s 63       | Matthew Abood         | 1986      | 21  |             |                  |
|                   | 47 s 89       | Eamon Sullivan        | 1985      | 22  |             |                  |
| 2009 Rome         |               |                       |           |     | États-Unis  | 3 min 27 s 28 RM |
|                   | 52 s 19       | Aaron Peirsol         | 1983      | 26  |             |                  |
|                   | 58 s 57       | Eric Shanteau         | 1983      | 26  |             |                  |
|                   | 49 s 72       | Michael Phelps        | 1985      | 24  |             |                  |
|                   | 46 s 80       | David Walters         | 1987      | 22  |             |                  |
| 2011 Shanghai     |               |                       |           |     | États-Unis  | 3 min 32 s 06    |
|                   | 53 s 61       | Nicholas Thoman       | 1986      | 25  |             |                  |
|                   | 1 min 00 s 24 | Mark Gangloff         | 1982      | 29  |             |                  |
|                   | 50 s 57       | Michael Phelps        | 1985      | 26  |             |                  |
|                   | 47 s 64       | Nathan Adrian         | 1988      | 23  |             |                  |
| 2013 Barcelone    |               |                       |           |     | France      | 3 min 31 s 51    |
|                   | 53 s 23       | Camille Lacourt       | 1985      | 28  |             |                  |
|                   | 59 s 56       | Giacomo Perez-Dortona | 1989      | 24  |             |                  |
|                   | 51 s 33       | Jérémy Stravius       | 1988      | 25  |             |                  |
|                   | 47 s 39       | Fabien Gilot          | 1984      | 29  |             |                  |
| 2015 Kazan        |               |                       |           |     | États-Unis  | 3 min 29 s 93    |
|                   | 53 s 05       | Ryan Murphy           | 1995      | 20  |             |                  |
|                   | 58 s 88       | Kevin Cordes          | 1993      | 22  |             |                  |
|                   | 50 s 59       | Tom Shields           | 1991      | 24  |             |                  |
|                   | 47 s 41       | Nathan Adrian         | 1988      | 27  |             |                  |

## Relais Mixte

### 4 × 100 m NL Mixte
| Championnats | Laps    | Nageur             | Naissance | Âge | Nationalité | Temps            |
| ------------ | ------- | ------------------ | --------- | --- | ----------- | ---------------- |
| 2015 Kazan   |         |                    |           |     | États-Unis  | 3 min 23 s 05 RM |
|              | 48 s 79 | Ryan Lochte (M)    | 1984      | 31  |             |                  |
|              | 47 s 29 | Nathan Adrian (M)  | 1988      | 27  |             |                  |
|              | 53 s 66 | Simone Manuel (D)  | 1996      | 19  |             |                  |
|              | 53 s 31 | Missy Franklin (D) | 1995      | 20  |             |                  |

### 4 × 100 m 4 nages Mixte
| Championnats | Laps    | Nageur                     | Naissance | Âge | Nationalité     | Temps             |
| ------------ | ------- | -------------------------- | --------- | --- | --------------- | ----------------- |
| 2015 Kazan   |         |                            |           |     | Grande-Bretagne | 3 min 41 s 71 ,RM |
|              | 52 s 94 | Chris Walker-Hebborn (M)   | 1990      | 25  |                 |                   |
|              | 57 s 98 | Adam Peaty (M)             | 1994      | 21  |                 |                   |
|              | 57 s 02 | Siobhan-Marie O'Connor (D) | 1995      | 20  |                 |                   |
|              | 53 s 77 | Francesca Halsall (D)      | 1990      | 25  |                 |                   |

## Bilan par nageur

### Courses individuelles
Bilan mis à jour après les championnats du monde de 2015.
| Titres | Nageur                    | Naissance | Âge du début | Âge de fin | Nationalité          | Période d'activité | Course                                                                 |
| ------ | ------------------------- | --------- | ------------ | ---------- | -------------------- | ------------------ | ---------------------------------------------------------------------- |
| 15     | Michael Phelps            | 1985      | 16           | 26         | États-Unis           | 2001-2011          | 200 m NL, 100 m Papillon, 200 m Papillon, 200 m 4 nages, 400 m 4 nages |
| 10     | Ryan Lochte               | 1984      | 23           | 31         | États-Unis           | 2007-2015          | 200 m NL, 200 m Dos, 200 m 4 nages, 400 m 4 nages                      |
| 7      | Grant Hackett             | 1980      | 18           | 25         | Australie            | 1998-2005          | 400 m NL, 800m NL, 1 500 m NL                                          |
| 7      | Aaron Peirsol             | 1983      | 18           | 26         | États-Unis           | 2001-2009          | 100 m Dos, 200 m Dos                                                   |
| 7      | Sun Yang                  | 1991      | 20           | 24         | Chine                | 2011-2015          | 400 m NL, 800m NL, 1 500 m NL                                          |
| 6      | Ian Thorpe                | 1982      | 16           | 21         | Australie            | 1998-2003          | 200 m NL, 400 m NL, 800m NL                                            |
| 6      | César Cielo               | 1987      | 22           | 26         | Brésil               | 2009-2013          | 50 m NL, 100 m NL, 50 m Papillon                                       |
| 5      | Alexander Popov           | 1971      | 23           | 32         | Russie               | 1994-2003          | 50 m NL, 100 m NL                                                      |
| 4      | Vladimir Salnikov         | 1960      | 18           | 22         | Union soviétique     | 1978-1982          | 200 m NL, 400 m NL, 1 500 m NL                                         |
| 4      | Michael Gross             | 1964      | 18           | 22         | Allemagne de l'Ouest | 1982-1986          | 200 m NL, 200 m Papillon                                               |
| 4      | Tamás Darnyi              | 1967      | 19           | 24         | Hongrie              | 1986-1991          | 200 m 4N, 400 m 4N                                                     |
| 4      | Brendan Hansen            | 1981      | 20           | 27         | États-Unis           | 2001-2007          | 100 m Brasse, 200 m Brasse                                             |
| 3      | Timothy Shaw              | 1957      | 18           | 18         | États-Unis           | 1975-1975          | 200 m NL, 400 m NL, 1 500 m NL                                         |
| 3      | Rolland Matthes           | 1950      | 23           | 25         | Allemagne de l'Est   | 1973-1975          | 100 m Dos, 200 m Dos                                                   |
| 3      | Camille Lacourt           | 1985      | 26           | 30         | France               | 2011-2015          | 50 m Dos, 100 m Dos                                                    |
| 3      | David Wilkie              | 1954      | 19           | 21         | Grande-Bretagne      | 1973-1975          | 100 m Brasse, 200 m Brasse                                             |
| 3      | Norbert Rózsa             | 1972      | 19           | 22         | Hongrie              | 1991-1994          | 100 m Brasse, 200 m Brasse                                             |
| 3      | Kosuke Kitajima           | 1982      | 21           | 25         | Japon                | 2003-2007          | 100 m Brasse, 200 m Brasse                                             |
| 3      | Dániel Gyurta             | 1989      | 20           | 24         | Hongrie              | 2009-2013          | 200 m Brasse                                                           |
| 3      | Roland Schoeman           | 1980      | 25           | 27         | Afrique du Sud       | 2005-2007          | 50 m NL, 50 m Papillon                                                 |
| 3      | Chad le Clos              | 1992      | 21           | 23         | Afrique du Sud       | 2013-2015          | 100 m Papillon, 200 m Papillon                                         |
| 3      | András Hargitay           | 1956      | 17           | 19         | Hongrie              | 1973-1975          | 200 m 4N, 400 m 4N                                                     |
| 2      | Anthony Ervin             | 1981      | 20           | 20         | États-Unis           | 2001-2001          | 50 m NL, 100 m NL                                                      |
| 2      | Filippo Magnini           | 1982      | 23           | 25         | Italie               | 2005-2007          | 100 m NL                                                               |
| 2      | Jim Montgomery            | 1955      | 18           | 18         | États-Unis           | 1973-1973          | 100 m NL, 200 m NL                                                     |
| 2      | Tom Jager                 | 1964      | 22           | 27         | États-Unis           | 1986-1991          | 50 m NL                                                                |
| 2      | Matt Biondi               | 1965      | 21           | 26         | États-Unis           | 1986-1991          | 100 m NL                                                               |
| 2      | James Magnussen           | 1991      | 20           | 22         | Australie            | 2011-2013          | 100 m NL                                                               |
| 2      | Paul Biedermann           | 1986      | 23           | 23         | Allemagne            | 2009-2009          | 200 m NL, 400 m NL                                                     |
| 2      | Tae Hwan Park             | 1989      | 18           | 22         | Corée du Sud         | 2007-2011          | 400 m NL                                                               |
| 2      | Rainer Henkel             | 1964      | 22           | 22         | Allemagne de l'Ouest | 1986               | 400 m NL, 1 500 m NL                                                   |
| 2      | Jörg Hoffmann             | 1970      | 21           | 21         | Allemagne            | 1991               | 400 m NL, 1 500 m NL                                                   |
| 2      | Kieren Perkins            | 1973      | 21           | 21         | Australie            | 1994               | 400 m NL, 1 500 m NL                                                   |
| 2      | Oussama Mellouli          | 1984      | 23           | 25         | Tunisie              | 2007-2009          | 800m NL, 1 500 m NL                                                    |
| 2      | Liam Tancock              | 1985      | 24           | 26         | Grande-Bretagne      | 2009-2011          | 50 m Dos                                                               |
| 2      | Igor Polyansky            | 1967      | 19           | 19         | Union soviétique     | 1986-1986          | 100 m Dos, 200 m Dos                                                   |
| 2      | Martin Lopez-Zubero       | 1969      | 22           | 25         | Espagne              | 1991-1994          | 100 m Dos, 200 m Dos                                                   |
| 2      | Lenny Krayzelburg         | 1975      | 23           | 23         | États-Unis           | 1998-1998          | 100 m Dos, 200 m Dos                                                   |
| 2      | Mitchell Larkin           | 1993      | 22           | 22         | Australie            | 2015-2015          | 100 m Dos, 200 m Dos                                                   |
| 2      | Oleg Lisogor              | 1979      | 22           | 28         | Ukraine              | 2001-2007          | 50 m Brasse                                                            |
| 2      | Cameron van der Burgh     | 1988      | 21           | 25         | Afrique du Sud       | 2009-2013          | 50 m Brasse                                                            |
| 2      | Adam Peaty                | 1994      | 21           | 21         | Grande-Bretagne      | 2015-2015          | 50 m Brasse, 100 m Brasse                                              |
| 2      | Victor Davis              | 1964      | 18           | 22         | Canada               | 1982-1986          | 100 m Brasse, 200 m Brasse                                             |
| 2      | Michael Klim              | 1977      | 21           | 21         | Australie            | 1998-1998          | 200 m NL, 100 m Papillon                                               |
| 2      | Matt Welsh                | 1976      | 25           | 27         | Australie            | 2001-2003          | 100 m Dos, 50 m Papillon                                               |
| 2      | Florent Manaudou          | 1990      | 25           | 25         | France               | 2015-2015          | 50 m NL, 50 Papillon                                                   |
| 2      | Ian Crocker               | 1982      | 21           | 23         | États-Unis           | 2003-2005          | 100 m Papillon                                                         |
| 2      | Jesse Vassalo             | 1961      | 17           | 17         | États-Unis           | 1978-1978          | 200 m Dos, 200 m 4N                                                    |
| 2      | Tom Dolan                 | 1974      | 20           | 24         | États-Unis           | 1994-1998          | 200 m 4N, 400 m 4N                                                     |
| 2      | László Cseh               | 1985      | 20           | 30         | Hongrie              | 2005-2015          | 200 Papillon, 400 m 4N                                                 |
| 2      | Daiya Seto                | 1994      | 19           | 21         | Japon                | 2013-2015          | 400 m 4N                                                               |
| 1      | Bill Pilczuk              | 1971      | 27           | 27         | États-Unis           | 1998-1998          | 50 m NL                                                                |
| 1      | Benjamin Wildman-Tobriner | 1984      | 23           | 23         | États-Unis           | 2007-2007          | 50 m NL                                                                |
| 1      | Andy Coan                 | 1958      | 17           | 17         | États-Unis           | 1975-1975          | 100 m NL                                                               |
| 1      | David McCagg              |           |              |            | États-Unis           | 1978-1978          | 100 m NL                                                               |
| 1      | Jörg Woithe               | 1963      | 19           | 19         | Allemagne de l'Ouest | 1982-1982          | 100 m NL                                                               |
| 1      | Brent Hayden              | 1983      | 24           | 24         | Canada               | 2007-2007          | 100 m NL                                                               |
| 1      | Ning Zetao                | 1993      | 22           | 22         | Chine                | 2015-2015          | 100 m NL                                                               |
| 1      | Billy Forrester           | 1957      | 21           | 21         | États-Unis           | 1978-1978          | 200 m NL                                                               |
| 1      | Giorgio Lamberti          | 1969      | 22           | 22         | Italie               | 1991-1991          | 200 m NL                                                               |
| 1      | Antii Kavio               | 1973      | 21           | 21         | Finlande             | 1994-1994          | 200 m NL                                                               |
| 1      | Yannick Agnel             | 1992      | 21           | 21         | France               | 2013-2013          | 200 m NL                                                               |
| 1      | James Guy                 | 1995      | 20           | 20         | Grande-Bretagne      | 2015-2015          | 200 m NL                                                               |
| 1      | Rick DeMont               | 1956      | 17           | 17         | États-Unis           | 1973-1973          | 400 m NL                                                               |
| 1      | Zhang Lin                 | 1987      | 22           | 22         | Chine                | 2009-2009          | 800m NL                                                                |
| 1      | Stephen Holland           | 1958      | 15           | 15         | Australie            | 1973-1973          | 1 500 m NL                                                             |
| 1      | Mateusz Sawrymowicz       | 1987      | 20           | 20         | Pologne              | 2007-2007          | 1 500 m NL                                                             |
| 1      | Gregorio Paltrinieri      | 1994      | 21           | 21         | Italie               | 2015-2015          | 1 500 m NL                                                             |
| 1      | Randall Bal               | 1980      | 21           | 21         | États-Unis           | 2001-2001          | 50 m Dos                                                               |
| 1      | Thomas Rupprath           | 1977      | 26           | 26         | Allemagne            | 2003-2003          | 50 m Dos                                                               |
| 1      | Aristídis Grigoriádis     | 1985      | 20           | 20         | Grèce                | 2005-2005          | 50 m Dos                                                               |
| 1      | Gerhard Zandberg          | 1983      | 24           | 24         | Afrique du Sud       | 2007-2007          | 50 m Dos                                                               |
| 1      | Bob Jackson               | 1957      | 21           | 21         | États-Unis           | 1978-1978          | 100 m Dos                                                              |
| 1      | Dirk Richter              | 1964      | 18           | 18         | Allemagne de l'Est   | 1982-1982          | 100 m Dos                                                              |
| 1      | Jeff Rouse                | 1970      | 21           | 21         | États-Unis           | 1991-1991          | 100 m Dos                                                              |
| 1      | Junya Koga                | 1987      | 22           | 22         | Japon                | 2009-2009          | 100 m Dos                                                              |
| 1      | Jérémy Stravius           | 1988      | 23           | 23         | France               | 2011-2011          | 100 m Dos                                                              |
| 1      | Matt Grevers              | 1985      | 28           | 28         | États-Unis           | 2013-2013          | 100 m Dos                                                              |
| 1      | Zoltan Verraszto          | 1956      | 19           | 19         | Hongrie              | 1975-1975          | 200 m Dos                                                              |
| 1      | Rick Carey                | 1963      | 19           | 19         | États-Unis           | 1982-1982          | 200 m Dos                                                              |
| 1      | Vladmiri Selkov           | 1971      | 23           | 23         | Russie               | 1994-1994          | 200 m Dos                                                              |
| 1      | James Gibson              | 1980      | 23           | 23         | Grande-Bretagne      | 2003-2003          | 50 m Brasse                                                            |
| 1      | Mark Warnecke             | 1970      | 35           | 35         | Allemagne            | 2005-2005          | 50 m Brasse                                                            |
| 1      | Felipe França             | 1987      | 24           | 24         | Brésil               | 2011-2011          | 50 m Brasse                                                            |
| 1      | John Hencken              | 1954      | 19           | 19         | États-Unis           | 1973-1973          | 100 m Brasse                                                           |
| 1      | Walter Kusch              | 1954      | 24           | 24         | Allemagne de l'Ouest | 1978-1978          | 100 m Brasse                                                           |
| 1      | Steve Lundquist           | 1961      | 21           | 21         | États-Unis           | 1982-1982          | 100 m Brasse                                                           |
| 1      | József Szabó              | 1969      | 17           | 17         | Hongrie              | 1986-1986          | 100 m Brasse                                                           |
| 1      | Frederik Deburghgraeve    | 1973      | 25           | 25         | Belgique             | 1998-1998          | 100 m Brasse                                                           |
| 1      | Roman Sludnov             | 1980      | 21           | 21         | Russie               | 2001-2001          | 100 m Brasse                                                           |
| 1      | Brenton Rickard           | 1983      | 26           | 26         | Australie            | 2009-2009          | 100 m Brasse                                                           |
| 1      | Alexander Dale Oen        | 1985      | 26           | 26         | Norvège              | 2011-2011          | 100 m Brasse                                                           |
| 1      | Christian Sprenger        | 1985      | 28           | 28         | Australie            | 2013-2013          | 100 m Brasse                                                           |
| 1      | Nick Nevid                | 1960      | 18           | 18         | États-Unis           | 1978-1978          | 200 m Brasse                                                           |
| 1      | Mike Barrowman            | 1968      | 23           | 23         | États-Unis           | 1991-1991          | 200 m Brasse                                                           |
| 1      | Kurt Grote                | 1973      | 25           | 25         | États-Unis           | 1998-1998          | 200 m Brasse                                                           |
| 1      | Marco Koch                | 1990      | 25           | 25         | Allemagne            | 2015-2015          | 200 m Brasse                                                           |
| 1      | Geoff Huegill             | 1979      | 22           | 22         | Australie            | 2001-2001          | 50 m Papillon                                                          |
| 1      | Milorad Čavić             | 1984      | 25           | 25         | Serbie               | 2009-2009          | 50 m Papillon                                                          |
| 1      | Bruce Robertson           | 1953      | 20           | 20         | Canada               | 1973-1973          | 100 m Papillon                                                         |
| 1      | Greg Jagenburg            |           |              |            | États-Unis           | 1975-1975          | 100 m Papillon                                                         |
| 1      | Joe Bottom                | 1955      | 23           | 23         | États-Unis           | 1978-1978          | 100 m Papillon                                                         |
| 1      | Matt Gribble              | 1962      | 20           | 20         | États-Unis           | 1982-1982          | 100 m Papillon                                                         |
| 1      | Pablo Morales             | 1964      | 22           | 22         | États-Unis           | 1986-1986          | 100 m Papillon                                                         |
| 1      | Anthony Nesty             | 1967      | 24           | 24         | Suriname             | 1991-1991          | 100 m Papillon                                                         |
| 1      | Rafał Szukała             | 1971      | 23           | 23         | Pologne              | 1994-1994          | 100 m Papillon                                                         |
| 1      | Lars Frolander            | 1974      | 27           | 27         | Suède                | 2001-2001          | 100 m Papillon                                                         |
| 1      | Robin Backhaus            | 1955      | 18           | 18         | États-Unis           | 1973-1973          | 200 m Papillon                                                         |
| 1      | Bill Forrester            | 1957      | 18           | 18         | États-Unis           | 1975-1975          | 200 m Papillon                                                         |
| 1      | Mike Bruner               | 1956      | 22           | 22         | États-Unis           | 1978-1978          | 200 m Papillon                                                         |
| 1      | Melvin Stewart            | 1968      | 23           | 23         | États-Unis           | 1991-1991          | 200 m Papillon                                                         |
| 1      | Denis Pankratov           | 1974      | 20           | 20         | Russie               | 1994-1994          | 200 m Papillon                                                         |
| 1      | Denis Sylantiev           | 1976      | 22           | 22         | Ukraine              | 1998-1998          | 200 m Papillon                                                         |
| 1      | Pawel Korzeniowski        | 1985      | 20           | 20         | Pologne              | 2005-2005          | 200 m Papillon                                                         |
| 1      | Gunnar Larsson            | 1951      | 22           | 22         | Suède                | 1973-1973          | 200 m 4N                                                               |
| 1      | Graham Smith              | 1958      | 20           | 20         | Canada               | 1978-1978          | 200 m 4N                                                               |
| 1      | Aleksandr Sidorenko       | 1960      | 22           | 22         | Union soviétique     | 1982-1982          | 200 m 4N                                                               |
| 1      | Jani Sievinen             | 1974      | 20           | 20         | Finlande             | 1994-1994          | 200 m 4N                                                               |
| 1      | Marcel Wouda              | 1972      | 26           | 26         | Pays-Bas             | 1998-1998          | 200 m 4N                                                               |
| 1      | Massimiliano Rosolino     | 1978      | 23           | 23         | Italie               | 2001-2001          | 200 m 4N                                                               |
| 1      | Ricardo Prado             | 1965      | 17           | 17         | Brésil               | 1982-1982          | 400 m 4N                                                               |
| 1      | Alessio Boggiatto         | 1981      | 20           | 20         | Italie               | 2001-2001          | 400 m 4N                                                               |

### Courses en relais
Bilan mis à jour après les championnats du monde de 2015.
Ce bilan ne prend pas en compte les nageurs n'ayant participé qu'aux séries des relais champions du monde comme c'est le cas habituellement.
| Titres | Nageur                | Naissance | Âge du début | Âge de fin | Nationalité          | Période d'activité | Course                                         |
| ------ | --------------------- | --------- | ------------ | ---------- | -------------------- | ------------------ | ---------------------------------------------- |
| 9      | Michael Phelps        | 1985      | 20           | 26         | États-Unis           | 2005-2011          | 4 × 100 m NL, 4 × 200 m NL, 4 × 100 m 4 nages  |
| 7      | Ryan Lochte           | 1984      | 21           | 31         | États-Unis           | 2005-2015          | 4 × 100 m NL, 4 × 200 m NL, 4 × 100 m NL mixte |
| 5      | Jim Montgomery        | 1955      | 18           | 23         | États-Unis           | 1973-1978          | 4 × 100 m NL, 4 × 200 m NL, 4 × 100 m 4N       |
| 5      | Rowdy Gaines          | 1959      | 19           | 23         | États-Unis           | 1978-1982          | 4 × 100 m NL, 4 × 200 m NL, 4 × 100 m 4N       |
| 5      | Ian Thorpe            | 1982      | 16           | 21         | Australie            | 1998-2003          | 4 × 100 m NL, 4 × 200 m NL, 4 × 100 m 4N       |
| 4      | Matt Biondi           | 1965      | 21           | 26         | États-Unis           | 1986-1991          | 4 × 100 m NL, 4 × 100 m 4N                     |
| 4      | Michael Klim          | 1977      | 21           | 24         | Australie            | 1998-2001          | 4 × 100 m NL, 4 × 200 m NL, 4 × 100 m 4N       |
| 4      | Jason Lezak           | 1975      | 28           | 32         | États-Unis           | 2003-2007          | 4 × 100 m NL, 4 × 100 m 4N                     |
| 4      | Nathan Adrian         | 1988      | 21           | 27         | États-Unis           | 2009-2015          | 4 × 100 m NL, 4 × 100 m 4N, 4 × 100 m NL mixte |
| 3      | Neil Walker           | 1976      | 22           | 31         | États-Unis           | 1998-2007          | 4 × 100 m NL                                   |
| 3      | Grant Hackett         | 1980      | 18           | 23         | Australie            | 1998-2003          | 4 × 200 m NL                                   |
| 3      | Peter Vanderkaay      | 1984      | 21           | 27         | États-Unis           | 2005-2011          | 4 × 200 m NL                                   |
| 3      | Ricky Berens          | 1988      | 21           | 25         | États-Unis           | 2009-2013          | 4 × 200 m NL                                   |
| 3      | John Murphy           | 1953      | 20           | 22         | États-Unis           | 1973-1975          | 4 × 100 m NL, 4 × 100 m 4N                     |
| 3      | Joe Bottom            | 1955      | 18           | 23         | États-Unis           | 1973-1978          | 4 × 100 m NL, 4 × 100 m 4N                     |
| 3      | David McCagg          |           |              |            | États-Unis           | 1978-1982          | 4 × 100 m NL, 4 × 100 m 4N                     |
| 3      | Gary Hall Jr.         | 1974      | 20           | 24         | États-Unis           | 1994-1998          | 4 × 100 m NL, 4 × 100 m 4N                     |
| 3      | Matt Welsh            | 1976      | 22           | 31         | Australie            | 1998-2007          | 4 × 100 m 4N                                   |
| 3      | Aaron Peirsol         | 1983      | 20           | 26         | États-Unis           | 2003-2009          | 4 × 100 m 4N                                   |
| 3      | Jérémy Stravius       | 1988      | 25           | 27         | France               | 2013-2015          | 4 × 100 m NL, 4 × 100 m 4N                     |
| 3      | Fabien Gilot          | 1984      | 29           | 31         | France               | 2013-2015          | 4 × 100 m NL, 4 × 100 m 4N                     |
| 2      | Tom Jager             | 1964      | 22           | 27         | États-Unis           | 1986-1991          | 4 × 100 m NL                                   |
| 2      | Jon Olsen             | 1969      | 25           | 29         | États-Unis           | 1994-1998          | 4 × 100 m NL                                   |
| 2      | Florent Manaudou      | 1990      | 23           | 25         | France               | 2013-2015          | 4 × 100 m NL                                   |
| 2      | Bruce Furniss         | 1957      | 18           | 18         | États-Unis           | 1975-1975          | 4 × 100 m NL, 4 × 200 m NL                     |
| 2      | Klete Keller          | 1982      | 23           | 23         | États-Unis           | 2005-2007          | 4 × 200 m NL                                   |
| 2      | Andy Coan             | 1958      | 17           | 17         | États-Unis           | 1975-1975          | 4 × 100 m NL, 4 × 100 m 4N                     |
| 2      | Jeff Rouse            | 1970      | 21           | 24         | États-Unis           | 1991-1994          | 4 × 100 m 4N                                   |
| 2      | Eric Wunderlich       |           |              |            | États-Unis           | 1991-1994          | 4 × 100 m 4N                                   |
| 2      | Mark Henderson        | 1969      | 22           | 25         | États-Unis           | 1991-1994          | 4 × 100 m 4N                                   |
| 2      | Brendan Hansen        | 1981      | 22           | 24         | États-Unis           | 2003-2005          | 4 × 100 m 4N                                   |
| 2      | Ian Crocker           | 1982      | 21           | 23         | États-Unis           | 2003-2005          | 4 × 100 m 4N                                   |
| 2      | David Walters         | 1987      | 22           | 22         | États-Unis           | 2009-2009          | 4 × 200 m NL, 4 × 100 m 4N                     |
| 2      | Matthew Abood         | 1986      | 21           | 25         | Australie            | 2007-2011          | 4 × 100 m NL, 4 × 100 m 4N                     |
| 2      | Eamon Sullivan        | 1985      | 22           | 26         | Australie            | 2007-2011          | 4 × 100 m NL, 4 × 100 m 4N                     |
| 1      | Mel Nash              |           |              |            | États-Unis           | 1973-1973          | 4 × 100 m NL                                   |
| 1      | Jack Babashoff        | 1955      | 23           | 23         | États-Unis           | 1978-1978          | 4 × 100 m NL                                   |
| 1      | Chris Cavanaugh       | 1962      | 20           | 20         | États-Unis           | 1982-1982          | 4 × 100 m NL                                   |
| 1      | Robin Leamy           |           |              |            | États-Unis           | 1982-1982          | 4 × 100 m NL                                   |
| 1      | Mike Heath            |           |              |            | États-Unis           | 1986-1986          | 4 × 100 m NL                                   |
| 1      | Paul Wallace          |           |              |            | États-Unis           | 1986-1986          | 4 × 100 m NL                                   |
| 1      | Brent Lang            |           |              |            | États-Unis           | 1991-1991          | 4 × 100 m NL                                   |
| 1      | Doug Gjertsen         | 1967      | 24           | 24         | États-Unis           | 1991-1991          | 4 × 100 m NL                                   |
| 1      | Josh Davis            | 1972      | 22           | 22         | États-Unis           | 1994-1994          | 4 × 100 m NL                                   |
| 1      | Ugur Tuner            |           |              |            | États-Unis           | 1994-1994          | 4 × 100 m NL                                   |
| 1      | Scott Tucker          | 1976      | 22           | 22         | États-Unis           | 1998-1998          | 4 × 100 m NL                                   |
| 1      | Ashley Callus         | 1979      | 22           | 22         | Australie            | 2001-2001          | 4 × 100 m NL                                   |
| 1      | Todd Pearson          | 1977      | 24           | 24         | Australie            | 2001-2001          | 4 × 100 m NL                                   |
| 1      | Andrei Kapralov       |           |              |            | Russie               | 2003-2003          | 4 × 100 m NL                                   |
| 1      | Ivan Usov             |           |              |            | Russie               | 2003-2003          | 4 × 100 m NL                                   |
| 1      | Denis Pimankov        | 1975      | 28           | 28         | Russie               | 2003-2003          | 4 × 100 m NL                                   |
| 1      | Alexander Popov       | 1971      | 32           | 32         | Russie               | 2003-2003          | 4 × 100 m NL                                   |
| 1      | Nate Dusing           | 1978      | 27           | 27         | États-Unis           | 2005-2005          | 4 × 100 m NL                                   |
| 1      | Cullen Jones          | 1984      | 23           | 23         | États-Unis           | 2007-2007          | 4 × 100 m NL                                   |
| 1      | Matt Grevers          | 1985      | 24           | 24         | États-Unis           | 2009-2009          | 4 × 100 m NL                                   |
| 1      | Matthew Targett       | 1985      | 26           | 26         | Australie            | 2011-2011          | 4 × 100 m NL                                   |
| 1      | James Magnussen       | 1991      | 20           | 20         | Australie            | 2011-2011          | 4 × 100 m NL                                   |
| 1      | Yannick Agnel         | 1992      | 21           | 21         | France               | 2013-2013          | 4 × 100 m NL                                   |
| 1      | Mehdy Metella         | 1992      | 23           | 23         | France               | 2015-2015          | 4 × 100 m NL                                   |
| 1      | Kurt Krumpholz        |           |              |            | États-Unis           | 1973-1973          | 4 × 200 m NL                                   |
| 1      | Rick Klatt            | 1951      | 22           | 22         | États-Unis           | 1973-1973          | 4 × 200 m NL                                   |
| 1      | Robin Backhaus        | 1955      | 18           | 18         | États-Unis           | 1973-1973          | 4 × 200 m NL                                   |
| 1      | Klaus Steinbach       | 1953      | 22           | 22         | Allemagne de l'Ouest | 1975-1975          | 4 × 200 m NL                                   |
| 1      | Werner Lampe          | 1950      | 25           | 25         | Allemagne de l'Ouest | 1975-1975          | 4 × 200 m NL                                   |
| 1      | Hans-Joachim Geisler  | 1955      | 20           | 20         | Allemagne de l'Ouest | 1975-1975          | 4 × 200 m NL                                   |
| 1      | Peter Nocke           | 1955      | 20           | 20         | Allemagne de l'Ouest | 1975-1975          | 4 × 200 m NL                                   |
| 1      | Bobby Hackett         | 1959      | 19           | 19         | États-Unis           | 1978-1978          | 4 × 200 m NL                                   |
| 1      | Billy Forrester       | 1957      | 21           | 21         | États-Unis           | 1978-1978          | 4 × 200 m NL                                   |
| 1      | Rich Saeger           | 1964      | 18           | 18         | États-Unis           | 1982-1982          | 4 × 200 m NL                                   |
| 1      | Jeff Float            | 1960      | 22           | 22         | États-Unis           | 1982-1982          | 4 × 200 m NL                                   |
| 1      | Kyle Miller           |           |              |            | États-Unis           | 1982-1982          | 4 × 200 m NL                                   |
| 1      | Lars Hinneburg        | 1965      | 21           | 21         | Allemagne de l'Est   | 1986-1986          | 4 × 200 m NL                                   |
| 1      | Thomas Flemming       | 1967      | 19           | 19         | Allemagne de l'Est   | 1986-1986          | 4 × 200 m NL                                   |
| 1      | Sven Lodziewski       | 1965      | 21           | 21         | Allemagne de l'Est   | 1986-1986          | 4 × 200 m NL                                   |
| 1      | Dirk Richter          | 1964      | 22           | 22         | Allemagne de l'Est   | 1986-1986          | 4 × 200 m NL                                   |
| 1      | Michael Gross         | 1964      | 27           | 27         | Allemagne            | 1991-1991          | 4 × 200 m NL                                   |
| 1      | Peter Sitt            | 1969      | 22           | 22         | Allemagne            | 1991-1991          | 4 × 200 m NL                                   |
| 1      | Steffen Zesner        | 1967      | 24           | 24         | Allemagne            | 1991-1991          | 4 × 200 m NL                                   |
| 1      | Stefan Pfeiffer       | 1965      | 26           | 26         | Allemagne            | 1991-1991          | 4 × 200 m NL                                   |
| 1      | Christer Wallin       | 1969      | 25           | 25         | Suède                | 1994-1994          | 4 × 200 m NL                                   |
| 1      | Tommy Werner          | 1966      | 28           | 28         | Suède                | 1994-1994          | 4 × 200 m NL                                   |
| 1      | Anders Holmertz       | 1968      | 26           | 26         | Suède                | 1994-1994          | 4 × 200 m NL                                   |
| 1      | Lars Frolander        | 1974      | 20           | 20         | Suède                | 1994-1994          | 4 × 200 m NL                                   |
| 1      | Daniel Kowalski       | 1975      | 23           | 23         | Australie            | 1998-1998          | 4 × 200 m NL                                   |
| 1      | William Kirby         | 1975      | 26           | 26         | Australie            | 2001-2001          | 4 × 200 m NL                                   |
| 1      | Craig Stevens         | 1980      | 23           | 23         | Australie            | 2003-2003          | 4 × 200 m NL                                   |
| 1      | Nicholas Sprenger     | 1985      | 18           | 18         | Australie            | 2003-2003          | 4 × 200 m NL                                   |
| 1      | Conor Dwyer           | 1989      | 24           | 24         | États-Unis           | 2013-2013          | 4 × 200 m NL                                   |
| 1      | Charles Houchin       | 1987      | 26           | 26         | États-Unis           | 2013-2013          | 4 × 200 m NL                                   |
| 1      | Daniel John Wallace   | 1993      | 22           | 22         | Grande-Bretagne      | 2015-2015          | 4 × 200 m NL                                   |
| 1      | Robert Peter Renwick  | 1988      | 27           | 27         | Grande-Bretagne      | 2015-2015          | 4 × 200 m NL                                   |
| 1      | Calum George Jarvis   | 1992      | 23           | 23         | Grande-Bretagne      | 2015-2015          | 4 × 200 m NL                                   |
| 1      | James Guy             | 1995      | 20           | 20         | Grande-Bretagne      | 2015-2015          | 4 × 200 m NL                                   |
| 1      | Mike Stamm            | 1952      | 21           | 21         | États-Unis           | 1973-1973          | 4 × 100 m 4N                                   |
| 1      | John Hencken          | 1954      | 19           | 19         | États-Unis           | 1973-1973          | 4 × 100 m 4N                                   |
| 1      | Rick Colella          | 1951      | 24           | 24         | États-Unis           | 1975-1975          | 4 × 100 m 4N                                   |
| 1      | Greg Jagenburg        |           |              |            | États-Unis           | 1975-1975          | 4 × 100 m 4N                                   |
| 1      | Bob Jackson           | 1957      | 21           | 21         | États-Unis           | 1978-1978          | 4 × 100 m 4N                                   |
| 1      | Nick Nevid            | 1960      | 18           | 18         | États-Unis           | 1978-1978          | 4 × 100 m 4N                                   |
| 1      | Rick Carey            | 1963      | 19           | 19         | États-Unis           | 1982-1982          | 4 × 100 m 4N                                   |
| 1      | Steve Lundquist       | 1961      | 21           | 21         | États-Unis           | 1982-1982          | 4 × 100 m 4N                                   |
| 1      | Matt Gribble          | 1962      | 20           | 20         | États-Unis           | 1982-1982          | 4 × 100 m 4N                                   |
| 1      | Dan Yeatch            |           |              |            | États-Unis           | 1986-1986          | 4 × 100 m 4N                                   |
| 1      | David Lundberg        |           |              |            | États-Unis           | 1986-1986          | 4 × 100 m 4N                                   |
| 1      | Pablo Morales         | 1964      | 22           | 22         | États-Unis           | 1986-1986          | 4 × 100 m 4N                                   |
| 1      | Phil Rogers           | 1971      | 27           | 27         | Australie            | 1998-1998          | 4 × 100 m 4N                                   |
| 1      | Chris Fydler          | 1972      | 27           | 27         | Australie            | 1998-1998          | 4 × 100 m 4N                                   |
| 1      | Regan Harrison        | 1977      | 24           | 24         | Australie            | 2001-2001          | 4 × 100 m 4N                                   |
| 1      | Geoff Huegill         | 1979      | 22           | 22         | Australie            | 2001-2001          | 4 × 100 m 4N                                   |
| 1      | Brenton Rickard       | 1983      | 24           | 24         | Australie            | 2007-2007          | 4 × 100 m 4N                                   |
| 1      | Eric Shanteau         | 1983      | 26           | 26         | États-Unis           | 2009-2009          | 4 × 100 m 4N                                   |
| 1      | Nicholas Thoman       | 1986      | 23           | 23         | États-Unis           | 2011-2011          | 4 × 100 m 4N                                   |
| 1      | Mark Gangloff         | 1982      | 29           | 29         | États-Unis           | 2011-2011          | 4 × 100 m 4N                                   |
| 1      | Camille Lacourt       | 1985      | 28           | 28         | France               | 2013-2013          | 4 × 100 m 4N                                   |
| 1      | Giacomo Perez-Dortona | 1989      | 24           | 24         | France               | 2013-2013          | 4 × 100 m 4N                                   |
| 1      | Ryan Murphy           | 1995      | 20           | 20         | États-Unis           | 2015-2015          | 4 × 100 m 4N                                   |
| 1      | Kevin Cordes          | 1993      | 22           | 22         | États-Unis           | 2015-2015          | 4 × 100 m 4N                                   |
| 1      | Tom Shields           | 1991      | 24           | 24         | États-Unis           | 2015-2015          | 4 × 100 m 4N                                   |
| 1      | Chris Walker-Hebborn  | 1990      | 25           | 25         | Grande-Bretagne      | 2015-2015          | 4 × 100 m 4N mixte                             |
| 1      | Adam Peaty            | 1994      | 21           | 21         | Grande-Bretagne      | 2015-2015          | 4 × 100 4N mixte                               |

### Courses individuelles et relais
Bilan mis à jour après les championnats du monde de 2015.
Ce bilan ne prend pas en compte les nageurs n'ayant participé qu'aux séries des relais champions du monde comme c'est le cas habituellement.
| Titres | Nageur                    | Naissance | Âge du début | Âge de fin | Nationalité                    | Période d'activité | Course                                                                                                 |
| ------ | ------------------------- | --------- | ------------ | ---------- | ------------------------------ | ------------------ | --- |
| 24     | Michael Phelps            | 1985      | 16           | 26         | États-Unis                     | 2001-2011          | 200 m NL, 100 m Papillon, 200 m Papillon, 200 m 4N, 400 m 4N, 4 × 100 m NL, 4 × 200 m NL, 4 × 100 m 4N |
| 17     | Ryan Lochte               | 1984      | 21           | 31         | États-Unis                     | 2005-2015          | 200 m NL, 200 m Dos, 200 m 4N, 400 m 4N, 4 × 100 m NL, 4 × 200 m NL, 4 × 100 m NL mixte                |
| 11     | Ian Thorpe                | 1982      | 16           | 21         | Australie                      | 1998-2003          | 200 m NL, 400 m NL, 800m NL, 4 × 100 m NL, 4 × 200 m NL, 4 × 100 m 4N                                  |
| 10     | Grant Hackett             | 1980      | 18           | 25         | Australie                      | 1998-2005          | 400 m NL, 800m NL, 1 500 m NL, 4 × 200 m NL                                                            |
| 10     | Aaron Peirsol             | 1983      | 18           | 26         | États-Unis                     | 2001-2009          | 100 m Dos, 200 m Dos, 4 × 100 m 4N                                                                     |
| 7      | Jim Montgomery            | 1955      | 18           | 23         | États-Unis                     | 1973-1978          | 100 m NL, 200 m NL, 4 × 100 m NL, 4 × 200 m NL, 4 × 100 m 4N                                           |
| 7      | Sun Yang                  | 1991      | 20           | 24         | Chine                          | 2011-2015          | 400 m NL, 800m NL, 1 500 m NL                                                                          |
| 6      | César Cielo               | 1987      | 22           | 26         | Brésil                         | 2009-2013          | 50 m NL, 100 m NL, 50 m Papillon                                                                       |
| 6      | Alexander Popov           | 1971      | 23           | 32         | Russie                         | 1994-2003          | 50 m NL, 100 m NL, 4 × 100 m NL                                                                        |
| 6      | Matt Biondi               | 1965      | 21           | 26         | États-Unis                     | 1986-1991          | 100 m NL, 4 × 100 m NL, 4 × 100 m 4N                                                                   |
| 6      | Michael Klim              | 1977      | 21           | 24         | Australie                      | 1998-2001          | 200 m NL, 100 m Papillon, 4 × 100 m NL, 4 × 200 m NL, 4 × 100 m 4N                                     |
| 6      | Brendan Hansen            | 1981      | 20           | 27         | États-Unis                     | 2001-2007          | 100 m Brasse, 200 m Brasse, 4 × 100 m 4N                                                               |
| 5      | Michael Gross             | 1964      | 18           | 27         | Allemagne de l'Ouest Allemagne | 1982-1991          | 200 m NL, 200 m Papillon, 4 × 200 m NL                                                                 |
| 5      | Rowdy Gaines              | 1959      | 19           | 23         | États-Unis                     | 1978-1982          | 4 × 100 m NL, 4 × 200 m NL, 4 × 100 m 4N                                                               |
| 5      | Matt Welsh                | 1976      | 22           | 31         | Australie                      | 1998-2007          | 100 m Dos, 50 m Papillon, 4 × 100 m 4N                                                                 |
| 4      | Vladimir Salnikov         | 1960      | 18           | 22         | Union soviétique               | 1978-1982          | 200 m NL, 400 m NL, 1 500 m NL                                                                         |
| 4      | Tamás Darnyi              | 1967      | 19           | 24         | Hongrie                        | 1986-1991          | 200 m 4N, 400 m 4N                                                                                     |
| 4      | Tom Jager                 | 1964      | 22           | 27         | États-Unis                     | 1986-1991          | 50 m NL, 4 × 100 m NL                                                                                  |
| 4      | Florent Manaudou          | 1990      | 23           | 25         | France                         | 2013-2015          | 50 m NL, 50 Papillon, 4 × 100 m NL                                                                     |
| 4      | Joe Bottom                | 1955      | 18           | 23         | États-Unis                     | 1973-1978          | 100 m Papillon, 4 × 100 m NL, 4 × 100 m 4N                                                             |
| 4      | David McCagg              |           |              |            | États-Unis                     | 1978-1982          | 100 m NL, 4 × 100 m NL, 4 × 100 m 4N                                                                   |
| 4      | Ian Crocker               | 1982      | 21           | 23         | États-Unis                     | 2003-2005          | 100 m Papillon, 4 × 100 m 4N                                                                           |
| 4      | Jason Lezak               | 1975      | 28           | 32         | États-Unis                     | 2003-2007          | 4 × 100 m NL, 4 × 100 m 4N                                                                             |
| 4      | Camille Lacourt           | 1985      | 26           | 30         | France                         | 2011-2015          | 50 m Dos, 100 m Dos, 4 × 100 m 4N                                                                      |
| 4      | Jérémy Stravius           | 1988      | 23           | 27         | France                         | 2011-2015          | 100 m Dos, 4 × 100 m NL, 4 × 100 m 4N                                                                  |
| 4      | Nathan Adrian             | 1988      | 21           | 27         | États-Unis                     | 2009-2015          | 4 × 100 m NL, 4 × 100 m 4N, 4 × 100 m NL mixte                                                         |
| 3      | Timothy Shaw              | 1957      | 18           | 18         | États-Unis                     | 1975-1975          | 200 m NL, 400 m NL, 1 500 m NL                                                                         |
| 3      | Rolland Matthes           | 1950      | 23           | 25         | Allemagne de l'Est             | 1973-1975          | 100 m Dos, 200 m Dos                                                                                   |
| 3      | David Wilkie              | 1954      | 19           | 21         | Grande-Bretagne                | 1973-1975          | 100 m Brasse, 200 m Brasse                                                                             |
| 3      | Norbert Rózsa             | 1972      | 19           | 22         | Hongrie                        | 1991-1994          | 100 m Brasse, 200 m Brasse                                                                             |
| 3      | Kosuke Kitajima           | 1982      | 21           | 25         | Japon                          | 2003-2007          | 100 m Brasse, 200 m Brasse                                                                             |
| 3      | Dániel Gyurta             | 1989      | 20           | 24         | Hongrie                        | 2009-2013          | 200 m Brasse                                                                                           |
| 3      | Roland Schoeman           | 1980      | 25           | 27         | Afrique du Sud                 | 2005-2007          | 50 m NL, 50 m Papillon                                                                                 |
| 3      | Chad le Clos              | 1992      | 21           | 23         | Afrique du Sud                 | 2013-2015          | 100 m Papillon, 200 m Papillon                                                                         |
| 3      | András Hargitay           | 1956      | 17           | 19         | Hongrie                        | 1973-1975          | 200 m 4N, 400 m 4N                                                                                     |
| 3      | Neil Walker               | 1976      | 22           | 31         | États-Unis                     | 1998-2007          | 4 × 100 m NL                                                                                           |
| 3      | James Magnussen           | 1991      | 20           | 22         | Australie                      | 2011-2013          | 100 m NL, 4 × 100 m NL                                                                                 |
| 3      | Peter Vanderkaay          | 1984      | 21           | 27         | États-Unis                     | 2005-2011          | 4 × 200 m NL                                                                                           |
| 3      | Ricky Berens              | 1988      | 21           | 25         | États-Unis                     | 2009-2013          | 4 × 200 m NL                                                                                           |
| 3      | John Murphy               | 1953      | 20           | 22         | États-Unis                     | 1973-1975          | 4 × 100 m NL, 4 × 100 m 4N                                                                             |
| 3      | Andy Coan                 | 1958      | 17           | 17         | États-Unis                     | 1975-1975          | 100 m NL, 4 × 100 m NL, 4 × 100 m 4N                                                                   |
| 3      | Jeff Rouse                | 1970      | 21           | 24         | États-Unis                     | 1991-1994          | 100 m Dos, 4 × 100 m 4N                                                                                |
| 3      | Gary Hall Jr.             | 1974      | 20           | 24         | États-Unis                     | 1994-1998          | 4 × 100 m NL, 4 × 100 m 4N                                                                             |
| 3      | Fabien Gilot              | 1984      | 29           | 31         | France                         | 2013-2015          | 4 × 100 m NL, 4 × 100 m 4N                                                                             |
| 3      | Adam Peaty                | 1994      | 21           | 21         | Grande-Bretagne                | 2015-2015          | 50 m Brasse, 100 m Brasse, 4 × 100 4N mixte                                                            |
| 2      | Anthony Ervin             | 1981      | 20           | 20         | États-Unis                     | 2001-2001          | 50 m NL, 100 m NL                                                                                      |
| 2      | Filippo Magnini           | 1982      | 23           | 25         | Italie                         | 2005-2007          | 100 m NL                                                                                               |
| 2      | Paul Biedermann           | 1986      | 23           | 23         | Allemagne                      | 2009-2009          | 200 m NL, 400 m NL                                                                                     |
| 2      | Tae Hwan Park             | 1989      | 18           | 22         | Corée du Sud                   | 2007-2011          | 400 m NL                                                                                               |
| 2      | Rainer Henkel             | 1964      | 22           | 22         | Allemagne de l'Ouest           | 1986               | 400 m NL, 1 500 m NL                                                                                   |
| 2      | Jörg Hoffmann             | 1970      | 21           | 21         | Allemagne                      | 1991               | 400 m NL, 1 500 m NL                                                                                   |
| 2      | Kieren Perkins            | 1973      | 21           | 21         | Australie                      | 1994               | 400 m NL, 1 500 m NL                                                                                   |
| 2      | Oussama Mellouli          | 1984      | 23           | 25         | Tunisie                        | 2007-2009          | 800m NL, 1 500 m NL                                                                                    |
| 2      | Liam Tancock              | 1985      | 24           | 26         | Grande-Bretagne                | 2009-2011          | 50 m Dos                                                                                               |
| 2      | Igor Polyansky            | 1967      | 19           | 19         | Union soviétique               | 1986-1986          | 100 m Dos, 200 m Dos                                                                                   |
| 2      | Martin Lopez-Zubero       | 1969      | 22           | 25         | Espagne                        | 1991-1994          | 100 m Dos, 200 m Dos                                                                                   |
| 2      | Lenny Krayzelburg         | 1975      | 23           | 23         | États-Unis                     | 1998-1998          | 100 m Dos, 200 m Dos                                                                                   |
| 2      | Mitchell Larkin           | 1993      | 22           | 22         | Australie                      | 2015-2015          | 100 m Dos, 200 m Dos                                                                                   |
| 2      | Oleg Lisogor              | 1979      | 22           | 28         | Ukraine                        | 2001-2007          | 50 m Brasse                                                                                            |
| 2      | Cameron van der Burgh     | 1988      | 21           | 25         | Afrique du Sud                 | 2009-2013          | 50 m Brasse                                                                                            |
| 2      | Victor Davis              | 1964      | 18           | 22         | Canada                         | 1982-1986          | 100 m Brasse, 200 m Brasse                                                                             |
| 2      | Jesse Vassalo             | 1961      | 17           | 17         | États-Unis                     | 1978-1978          | 200 m Dos, 200 m 4N                                                                                    |
| 2      | László Cseh               | 1985      | 20           | 30         | Hongrie                        | 2005-2015          | 200 Papillon, 400 m 4N                                                                                 |
| 2      | Tom Dolan                 | 1974      | 20           | 24         | États-Unis                     | 1994-1998          | 200 m 4N, 400 m 4N                                                                                     |
| 2      | Daiya Seto                | 1994      | 19           | 21         | Japon                          | 2013-2015          | 400 m 4N                                                                                               |
| 2      | Jon Olsen                 | 1969      | 25           | 29         | États-Unis                     | 1994-1998          | 4 × 100 m NL                                                                                           |
| 2      | Matt Grevers              | 1985      | 24           | 28         | États-Unis                     | 2009-2013          | 100 m Dos, 4 × 100 m NL                                                                                |
| 2      | Yannick Agnel             | 1992      | 21           | 21         | France                         | 2013-2013          | 200 m NL, 4 × 100 m NL                                                                                 |
| 2      | Robin Backhaus            | 1955      | 18           | 18         | États-Unis                     | 1973-1973          | 200 m Papillon, 4 × 200 m NL                                                                           |
| 2      | Bruce Furniss             | 1957      | 18           | 18         | États-Unis                     | 1975-1975          | 4 × 100 m NL, 4 × 200 m NL                                                                             |
| 2      | Billy Forrester           | 1957      | 21           | 21         | États-Unis                     | 1978-1978          | 200 m NL, 4 × 200 m NL                                                                                 |
| 2      | Dirk Richter              | 1964      | 18           | 22         | Allemagne de l'Est             | 1982-1986          | 100 m Dos, 4 × 200 m NL                                                                                |
| 2      | Lars Frolander            | 1974      | 20           | 27         | Suède                          | 1994-2001          | 100 m Papillon, 4 × 200 m NL                                                                           |
| 2      | Klete Keller              | 1982      | 23           | 23         | États-Unis                     | 2005-2007          | 4 × 200 m NL                                                                                           |
| 2      | James Guy                 | 1995      | 20           | 20         | Grande-Bretagne                | 2015-2015          | 200 m NL, 4 × 200 m NL                                                                                 |
| 2      | John Hencken              | 1954      | 19           | 19         | États-Unis                     | 1973-1973          | 100 m Brasse, 4 × 100 m 4N                                                                             |
| 2      | Greg Jagenburg            |           |              |            | États-Unis                     | 1975-1975          | 100 m Papillon, 4 × 100 m 4N                                                                           |
| 2      | Bob Jackson               | 1957      | 21           | 21         | États-Unis                     | 1978-1978          | 100 m Dos, 4 × 100 m 4N                                                                                |
| 2      | Nick Nevid                | 1960      | 18           | 18         | États-Unis                     | 1978-1978          | 200 m Brasse, 4 × 100 m 4N                                                                             |
| 2      | Rick Carey                | 1963      | 19           | 19         | États-Unis                     | 1982-1982          | 200 m Dos, 4 × 100 m 4N                                                                                |
| 2      | Steve Lundquist           | 1961      | 21           | 21         | États-Unis                     | 1982-1982          | 100 m Brasse, 4 × 100 m 4N                                                                             |
| 2      | Matt Gribble              | 1962      | 20           | 20         | États-Unis                     | 1982-1982          | 100 m Papillon, 4 × 100 m 4N                                                                           |
| 2      | Pablo Morales             | 1964      | 22           | 22         | États-Unis                     | 1986-1986          | 100 m Papillon, 4 × 100 m 4N                                                                           |
| 2      | Eric Wunderlich           |           |              |            | États-Unis                     | 1991-1994          | 4 × 100 m 4N                                                                                           |
| 2      | Mark Henderson            | 1969      | 22           | 25         | États-Unis                     | 1991-1994          | 4 × 100 m 4N                                                                                           |
| 2      | Geoff Huegill             | 1979      | 22           | 22         | Australie                      | 2001-2001          | 50 m Papillon, 4 × 100 m 4N                                                                            |
| 2      | Brenton Rickard           | 1983      | 24           | 26         | Australie                      | 2007-2009          | 100 m Brasse, 4 × 100 m 4N                                                                             |
| 2      | Matthew Abood             | 1986      | 21           | 25         | Australie                      | 2007-2011          | 4 × 100 m NL, 4 × 100 m 4N                                                                             |
| 2      | Eamon Sullivan            | 1985      | 22           | 26         | Australie                      | 2007-2011          | 4 × 100 m NL, 4 × 100 m 4N                                                                             |
| 2      | David Walters             | 1987      | 22           | 22         | États-Unis                     | 2009-2009          | 4 × 200 m NL, 4 × 100 m 4N                                                                             |
| 1      | Bill Pilczuk              | 1971      | 27           | 27         | États-Unis                     | 1998-1998          | 50 m NL                                                                                                |
| 1      | Benjamin Wildman-Tobriner | 1984      | 23           | 23         | États-Unis                     | 2007-2007          | 50 m NL                                                                                                |
| 1      | Jörg Woithe               | 1963      | 19           | 19         | Allemagne de l'Ouest           | 1982-1982          | 100 m NL                                                                                               |
| 1      | Brent Hayden              | 1983      | 24           | 24         | Canada                         | 2007-2007          | 100 m NL                                                                                               |
| 1      | Ning Zetao                | 1993      | 22           | 22         | Chine                          | 2015-2015          | 100 m NL                                                                                               |
| 1      | Giorgio Lamberti          | 1969      | 22           | 22         | Italie                         | 1991-1991          | 200 m NL                                                                                               |
| 1      | Antii Kavio               | 1973      | 21           | 21         | Finlande                       | 1994-1994          | 200 m NL                                                                                               |
| 1      | Rick DeMont               | 1956      | 17           | 17         | États-Unis                     | 1973-1973          | 400 m NL                                                                                               |
| 1      | Zhang Lin                 | 1987      | 22           | 22         | Chine                          | 2009-2009          | 800m NL                                                                                                |
| 1      | Stephen Holland           | 1958      | 15           | 15         | Australie                      | 1973-1973          | 1 500 m NL                                                                                             |
| 1      | Mateusz Sawrymowicz       | 1987      | 20           | 20         | Pologne                        | 2007-2007          | 1 500 m NL                                                                                             |
| 1      | Gregorio Paltrinieri      | 1994      | 21           | 21         | Italie                         | 2015-2015          | 1 500 m NL                                                                                             |
| 1      | Randall Bal               | 1980      | 21           | 21         | États-Unis                     | 2001-2001          | 50 m Dos                                                                                               |
| 1      | Thomas Rupprath           | 1977      | 26           | 26         | Allemagne                      | 2003-2003          | 50 m Dos                                                                                               |
| 1      | Aristídis Grigoriádis     | 1985      | 20           | 20         | Grèce                          | 2005-2005          | 50 m Dos                                                                                               |
| 1      | Gerhard Zandberg          | 1983      | 24           | 24         | Afrique du Sud                 | 2007-2007          | 50 m Dos                                                                                               |
| 1      | Junya Koga                | 1987      | 22           | 22         | Japon                          | 2009-2009          | 100 m Dos                                                                                              |
| 1      | Zoltan Verraszto          | 1956      | 19           | 19         | Hongrie                        | 1975-1975          | 200 m Dos                                                                                              |
| 1      | Vladmiri Selkov           | 1971      | 23           | 23         | Russie                         | 1994-1994          | 200 m Dos                                                                                              |
| 1      | James Gibson              | 1980      | 23           | 23         | Grande-Bretagne                | 2003-2003          | 50 m Brasse                                                                                            |
| 1      | Mark Warnecke             | 1970      | 35           | 35         | Allemagne                      | 2005-2005          | 50 m Brasse                                                                                            |
| 1      | Felipe França             | 1987      | 24           | 24         | Brésil                         | 2011-2011          | 50 m Brasse                                                                                            |
| 1      | Walter Kusch              | 1954      | 24           | 24         | Allemagne de l'Ouest           | 1978-1978          | 100 m Brasse                                                                                           |
| 1      | Frederik Deburghgraeve    | 1973      | 25           | 25         | Belgique                       | 1998-1998          | 100 m Brasse                                                                                           |
| 1      | Roman Sludnov             | 1980      | 21           | 21         | Russie                         | 2001-2001          | 100 m Brasse                                                                                           |
| 1      | Alexander Dale Oen        | 1985      | 26           | 26         | Norvège                        | 2011-2011          | 100 m Brasse                                                                                           |
| 1      | Christian Sprenger        | 1985      | 28           | 28         | Australie                      | 2013-2013          | 100 m Brasse                                                                                           |
| 1      | József Szabó              | 1969      | 17           | 17         | Hongrie                        | 1986-1986          | 100 m Brasse                                                                                           |
| 1      | Mike Barrowman            | 1968      | 23           | 23         | États-Unis                     | 1991-1991          | 200 m Brasse                                                                                           |
| 1      | Kurt Grote                | 1973      | 25           | 25         | États-Unis                     | 1998-1998          | 200 m Brasse                                                                                           |
| 1      | Marco Koch                | 1990      | 25           | 25         | Allemagne                      | 2015-2015          | 200 m Brasse                                                                                           |
| 1      | Milorad Čavić             | 1984      | 25           | 25         | Serbie                         | 2009-2009          | 50 m Papillon                                                                                          |
| 1      | Bruce Robertson           | 1953      | 20           | 20         | Canada                         | 1973-1973          | 100 m Papillon                                                                                         |
| 1      | Anthony Nesty             | 1967      | 24           | 24         | Suriname                       | 1991-1991          | 100 m Papillon                                                                                         |
| 1      | Rafał Szukała             | 1971      | 23           | 23         | Pologne                        | 1994-1994          | 100 m Papillon                                                                                         |
| 1      | Bill Forrester            | 1957      | 18           | 18         | États-Unis                     | 1975-1975          | 200 m Papillon                                                                                         |
| 1      | Mike Bruner               | 1956      | 22           | 22         | États-Unis                     | 1978-1978          | 200 m Papillon                                                                                         |
| 1      | Melvin Stewart            | 1968      | 23           | 23         | États-Unis                     | 1991-1991          | 200 m Papillon                                                                                         |
| 1      | Denis Pankratov           | 1974      | 20           | 20         | Russie                         | 1994-1994          | 200 m Papillon                                                                                         |
| 1      | Denis Sylantiev           | 1976      | 22           | 22         | Ukraine                        | 1998-1998          | 200 m Papillon                                                                                         |
| 1      | Pawel Korzeniowski        | 1985      | 20           | 20         | Pologne                        | 2005-2005          | 200 m Papillon                                                                                         |
| 1      | Gunnar Larsson            | 1951      | 22           | 22         | Suède                          | 1973-1973          | 200 m 4N                                                                                               |
| 1      | Graham Smith              | 1958      | 20           | 20         | Canada                         | 1978-1978          | 200 m 4N                                                                                               |
| 1      | Aleksandr Sidorenko       | 1960      | 22           | 22         | Union soviétique               | 1982-1982          | 200 m 4N                                                                                               |
| 1      | Jani Sievinen             | 1974      | 20           | 20         | Finlande                       | 1994-1994          | 200 m 4N                                                                                               |
| 1      | Marcel Wouda              | 1972      | 26           | 26         | Pays-Bas                       | 1998-1998          | 200 m 4N                                                                                               |
| 1      | Massimiliano Rosolino     | 1978      | 23           | 23         | Italie                         | 2001-2001          | 200 m 4N                                                                                               |
| 1      | Ricardo Prado             | 1965      | 17           | 17         | Brésil                         | 1982-1982          | 400 m 4N                                                                                               |
| 1      | Alessio Boggiatto         | 1981      | 20           | 20         | Italie                         | 2001-2001          | 400 m 4N                                                                                               |
| 1      | Mel Nash                  |           |              |            | États-Unis                     | 1973-1973          | 4 × 100 m NL                                                                                           |
| 1      | Jack Babashoff            | 1955      | 23           | 23         | États-Unis                     | 1978-1978          | 4 × 100 m NL                                                                                           |
| 1      | Chris Cavanaugh           | 1962      | 20           | 20         | États-Unis                     | 1982-1982          | 4 × 100 m NL                                                                                           |
| 1      | Robin Leamy               |           |              |            | États-Unis                     | 1982-1982          | 4 × 100 m NL                                                                                           |
| 1      | Mike Heath                |           |              |            | États-Unis                     | 1986-1986          | 4 × 100 m NL                                                                                           |
| 1      | Paul Wallace              |           |              |            | États-Unis                     | 1986-1986          | 4 × 100 m NL                                                                                           |
| 1      | Brent Lang                |           |              |            | États-Unis                     | 1991-1991          | 4 × 100 m NL                                                                                           |
| 1      | Doug Gjertsen             | 1967      | 24           | 24         | États-Unis                     | 1991-1991          | 4 × 100 m NL                                                                                           |
| 1      | Josh Davis                | 1972      | 22           | 22         | États-Unis                     | 1994-1994          | 4 × 100 m NL                                                                                           |
| 1      | Ugur Tuner                |           |              |            | États-Unis                     | 1994-1994          | 4 × 100 m NL                                                                                           |
| 1      | Scott Tucker              | 1976      | 22           | 22         | États-Unis                     | 1998-1998          | 4 × 100 m NL                                                                                           |
| 1      | Ashley Callus             | 1979      | 22           | 22         | Australie                      | 2001-2001          | 4 × 100 m NL                                                                                           |
| 1      | Todd Pearson              | 1977      | 24           | 24         | Australie                      | 2001-2001          | 4 × 100 m NL                                                                                           |
| 1      | Andrei Kapralov           |           |              |            | Russie                         | 2003-2003          | 4 × 100 m NL                                                                                           |
| 1      | Ivan Usov                 |           |              |            | Russie                         | 2003-2003          | 4 × 100 m NL                                                                                           |
| 1      | Denis Pimankov            | 1975      | 28           | 28         | Russie                         | 2003-2003          | 4 × 100 m NL                                                                                           |
| 1      | Nate Dusing               | 1978      | 27           | 27         | États-Unis                     | 2005-2005          | 4 × 100 m NL                                                                                           |
| 1      | Cullen Jones              | 1984      | 23           | 23         | États-Unis                     | 2007-2007          | 4 × 100 m NL                                                                                           |
| 1      | Matthew Targett           | 1985      | 26           | 26         | Australie                      | 2011-2011          | 4 × 100 m NL                                                                                           |
| 1      | Mehdy Metella             | 1992      | 23           | 23         | France                         | 2015-2015          | 4 × 100 m NL                                                                                           |
| 1      | Kurt Krumpholz            |           |              |            | États-Unis                     | 1973-1973          | 4 × 200 m NL                                                                                           |
| 1      | Rick Klatt                | 1951      | 22           | 22         | États-Unis                     | 1973-1973          | 4 × 200 m NL                                                                                           |
| 1      | Klaus Steinbach           | 1953      | 22           | 22         | Allemagne de l'Ouest           | 1975-1975          | 4 × 200 m NL                                                                                           |
| 1      | Werner Lampe              | 1950      | 25           | 25         | Allemagne de l'Ouest           | 1975-1975          | 4 × 200 m NL                                                                                           |
| 1      | Hans-Joachim Geisler      | 1955      | 20           | 20         | Allemagne de l'Ouest           | 1975-1975          | 4 × 200 m NL                                                                                           |
| 1      | Peter Nocke               | 1955      | 20           | 20         | Allemagne de l'Ouest           | 1975-1975          | 4 × 200 m NL                                                                                           |
| 1      | Bobby Hackett             | 1959      | 19           | 19         | États-Unis                     | 1978-1978          | 4 × 200 m NL                                                                                           |
| 1      | Rich Saeger               | 1964      | 18           | 18         | États-Unis                     | 1982-1982          | 4 × 200 m NL                                                                                           |
| 1      | Jeff Float                | 1960      | 22           | 22         | États-Unis                     | 1982-1982          | 4 × 200 m NL                                                                                           |
| 1      | Kyle Miller               |           |              |            | États-Unis                     | 1982-1982          | 4 × 200 m NL                                                                                           |
| 1      | Lars Hinneburg            | 1965      | 21           | 21         | Allemagne de l'Est             | 1986-1986          | 4 × 200 m NL                                                                                           |
| 1      | Thomas Flemming           | 1967      | 19           | 19         | Allemagne de l'Est             | 1986-1986          | 4 × 200 m NL                                                                                           |
| 1      | Sven Lodziewski           | 1965      | 21           | 21         | Allemagne de l'Est             | 1986-1986          | 4 × 200 m NL                                                                                           |
| 1      | Peter Sitt                | 1969      | 22           | 22         | Allemagne                      | 1991-1991          | 4 × 200 m NL                                                                                           |
| 1      | Steffen Zesner            | 1967      | 24           | 24         | Allemagne                      | 1991-1991          | 4 × 200 m NL                                                                                           |
| 1      | Stefan Pfeiffer           | 1965      | 26           | 26         | Allemagne                      | 1991-1991          | 4 × 200 m NL                                                                                           |
| 1      | Christer Wallin           | 1969      | 25           | 25         | Suède                          | 1994-1994          | 4 × 200 m NL                                                                                           |
| 1      | Tommy Werner              | 1966      | 28           | 28         | Suède                          | 1994-1994          | 4 × 200 m NL                                                                                           |
| 1      | Anders Holmertz           | 1968      | 26           | 26         | Suède                          | 1994-1994          | 4 × 200 m NL                                                                                           |
| 1      | Daniel Kowalski           | 1975      | 23           | 23         | Australie                      | 1998-1998          | 4 × 200 m NL                                                                                           |
| 1      | William Kirby             | 1975      | 26           | 26         | Australie                      | 2001-2001          | 4 × 200 m NL                                                                                           |
| 1      | Craig Stevens             | 1980      | 23           | 23         | Australie                      | 2003-2003          | 4 × 200 m NL                                                                                           |
| 1      | Nicholas Sprenger         | 1985      | 18           | 18         | Australie                      | 2003-2003          | 4 × 200 m NL                                                                                           |
| 1      | Conor Dwyer               | 1989      | 24           | 24         | États-Unis                     | 2013-2013          | 4 × 200 m NL                                                                                           |
| 1      | Charles Houchin           | 1987      | 26           | 26         | États-Unis                     | 2013-2013          | 4 × 200 m NL                                                                                           |
| 1      | Daniel John Wallace       | 1993      | 22           | 22         | Grande-Bretagne                | 2015-2015          | 4 × 200 m NL                                                                                           |
| 1      | Robert Peter Renwick      | 1988      | 27           | 27         | Grande-Bretagne                | 2015-2015          | 4 × 200 m NL                                                                                           |
| 1      | Calum George Jarvis       | 1992      | 23           | 23         | Grande-Bretagne                | 2015-2015          | 4 × 200 m NL                                                                                           |
| 1      | Mike Stamm                | 1952      | 21           | 21         | États-Unis                     | 1973-1973          | 4 × 100 m 4N                                                                                           |
| 1      | Rick Colella              | 1951      | 24           | 24         | États-Unis                     | 1975-1975          | 4 × 100 m 4N                                                                                           |
| 1      | Dan Yeatch                |           |              |            | États-Unis                     | 1986-1986          | 4 × 100 m 4N                                                                                           |
| 1      | David Lundberg            |           |              |            | États-Unis                     | 1986-1986          | 4 × 100 m 4N                                                                                           |
| 1      | Phil Rogers               | 1971      | 27           | 27         | Australie                      | 1998-1998          | 4 × 100 m 4N                                                                                           |
| 1      | Chris Fydler              | 1972      | 27           | 27         | Australie                      | 1998-1998          | 4 × 100 m 4N                                                                                           |
| 1      | Regan Harrison            | 1977      | 24           | 24         | Australie                      | 2001-2001          | 4 × 100 m 4N                                                                                           |
| 1      | Eric Shanteau             | 1983      | 26           | 26         | États-Unis                     | 2009-2009          | 4 × 100 m 4N                                                                                           |
| 1      | Nicholas Thoman           | 1986      | 23           | 23         | États-Unis                     | 2011-2011          | 4 × 100 m 4N                                                                                           |
| 1      | Mark Gangloff             | 1982      | 29           | 29         | États-Unis                     | 2011-2011          | 4 × 100 m 4N                                                                                           |
| 1      | Giacomo Perez-Dortona     | 1989      | 24           | 24         | France                         | 2013-2013          | 4 × 100 m 4N                                                                                           |
| 1      | Ryan Murphy               | 1995      | 20           | 20         | États-Unis                     | 2015-2015          | 4 × 100 m 4N                                                                                           |
| 1      | Kevin Cordes              | 1993      | 22           | 22         | États-Unis                     | 2015-2015          | 4 × 100 m 4N                                                                                           |
| 1      | Tom Shields               | 1991      | 24           | 24         | États-Unis                     | 2015-2015          | 4 × 100 m 4N                                                                                           |
| 1      | Chris Walker-Hebborn      | 1990      | 25           | 25         | Grande-Bretagne                | 2015-2015          | 4 × 100 m 4N mixte                                                                                     |

## Bilan par nation

### Courses individuelles et relais
Ce classement par état considère comme entité un territoire géographique. Ainsi, la Russie est distincte de l'URSS car plus petite, tout comme la Hongrie l'est du Royaume de Hongrie (1920-1946). 
| Nation                     | Total | 1973 | 1975 | 1978 | 1982 | 1986 | 1991 | 1994 | 1998 | 2001 | 2003 | 2005 | 2007 | 2009 | 2011 | 2013 | 2015 |
| -------------------------- | ----- | ---- | ---- | ---- | ---- | ---- | ---- | ---- | ---- | ---- | ---- | ---- | ---- | ---- | ---- | ---- | ---- |
| États-Unis                 | 111   | 8    | 8    | 11   | 6    | 5    | 7    | 3    | 6    | 6    | 7    | 10   | 11   | 8    | 8    | 4    | 3    |
| Afrique du Sud             | 9     | 0    | 0    | 0    | 0    | 0    | 0    | 0    | 0    | 0    | 0    | 2    | 2    | 1    | 0    | 3    | 1    |
| Allemagne                  | 8     | -    | -    | -    | -    | -    | 3    | 0    | 0    | 0    | 1    | 1    | 0    | 2    | 0    | 0    | 1    |
| Allemagne de l'Ouest       | 7     | 0    | 1    | 1    | 2    | 3    | -    | -    | -    | -    | -    | -    | -    | -    | -    | -    | -    |
| Allemagne de l'Est         | 7     | 2    | 1    | 0    | 2    | 2    | -    | -    | -    | -    | -    | -    | -    | -    | -    | -    | -    |
| Australie                  | 35    | 1    |      |      |      |      |      | 2    | 6    | 9    | 6    | 3    | 1    | 1    | 2    | 2    | 2    |
| Belgique                   | 1     | 0    | 0    | 0    | 0    | 0    | 0    | 0    | 1    | 0    | 0    | 0    | 0    | 0    | 0    | 0    | 0    |
| Brésil                     | 8     | 0    | 0    | 0    | 1    | 0    | 0    | 0    | 0    | 0    | 0    | 0    | 0    | 2    | 3    | 2    | 0    |
| Canada                     | 5     | 1    | 0    | 1    | 1    | 1    | 0    | 0    | 0    | 0    | 0    | 0    | 1    | 0    | 0    | 0    | 0    |
| Chine                      | 9     | 0    | 0    | 0    | 0    | 0    | 0    | 0    | 0    | 0    | 0    | 0    | 0    | 1    | 2    | 3    | 3    |
| Corée du Sud               | 2     | 0    | 0    | 0    | 0    | 0    | 0    | 0    | 0    | 0    | 0    | 0    | 1    | 0    | 1    | 0    | 0    |
| Espagne                    | 2     | 0    | 0    | 0    | 0    | 0    | 1    | 1    | 0    | 0    | 0    | 0    | 0    | 0    | 0    | 0    | 0    |
| Finlande                   | 2     | 0    | 0    | 0    | 0    | 0    | 0    | 2    | 0    | 0    | 0    | 0    | 0    | 0    | 0    | 0    | 0    |
| France                     | 10    | 0    | 0    | 0    | 0    | 0    | 0    | 0    | 0    | 0    | 0    | 0    | 0    | 0    | 2    | 4    | 4    |
| Grande-Bretagne            | 11    | 1    | 2    | 0    | 0    | 0    | 0    | 0    | 0    | 0    | 1    | 0    | 0    | 1    | 1    | 0    | 5    |
| Grèce                      | 1     | 0    | 0    | 0    | 0    | 0    | 0    | 0    | 0    | 0    | 0    | 1    | 0    | 0    | 0    | 0    | 0    |
| Hongrie                    | 17    | 1    | 3    | 0    | 0    | 3    | 3    | 2    | 0    | 0    | 0    | 1    | 0    | 1    | 1    | 1    | 1    |
| Italie                     | 6     | 0    | 0    | 0    | 0    | 0    | 1    | 0    | 0    | 2    | 0    | 1    | 1    | 0    | 0    | 0    | 1    |
| Japon                      | 6     | 0    | 0    | 0    | 0    | 0    | 0    | 0    | 0    | 0    | 2    | 0    | 1    | 1    | 0    | 1    | 1    |
| Pays-Bas                   | 1     | 0    | 0    | 0    | 0    | 0    | 0    | 0    | 1    | 0    | 0    | 0    | 0    | 0    | 0    | 0    | 0    |
| Pologne                    | 3     | 0    | 0    | 0    | 0    | 0    | 0    | 1    | 0    | 0    | 0    | 1    | 1    | 0    | 0    | 0    | 0    |
| Russie                     | 9     | -    | -    | -    | -    | -    | -    | 4    | 1    | 1    | 3    | 0    | 0    | 0    | 0    | 0    | 0    |
| Suède                      | 3     | 1    | 0    | 0    | 0    | 0    | 0    | 1    | 0    | 1    | 0    | 0    | 0    | 0    | 0    | 0    | 0    |
| Suriname                   | 1     | 0    | 0    | 0    | 0    | 0    | 1    | 0    | 0    | 0    | 0    | 0    | 0    | 0    | 0    | 0    | 0    |
| Tunisie                    | 2     | 0    | 0    | 0    | 0    | 0    | 0    | 0    | 0    | 0    | 0    | 0    | 1    | 1    | 0    | 0    | 0    |
| Ukraine                    | 3     | 0    | 0    | 0    | 0    | 0    | 0    | 0    | 1    | 1    | 0    | 0    | 1    | 0    | 0    | 0    | 0    |
| Union soviétique           | 7     | 0    | 0    | 2    | 3    | 2    | 0    | -    | -    | -    | -    | -    | -    | -    | -    | -    | -    |
| Nombres de courses totales |       | 15   | 15   | 15   | 15   | 16   | 16   | 16   | 16   | 20   | 20   | 20   | 20   | 20   | 20   | 20   | 22   |